# Kirchenbauprogramme in der DDR

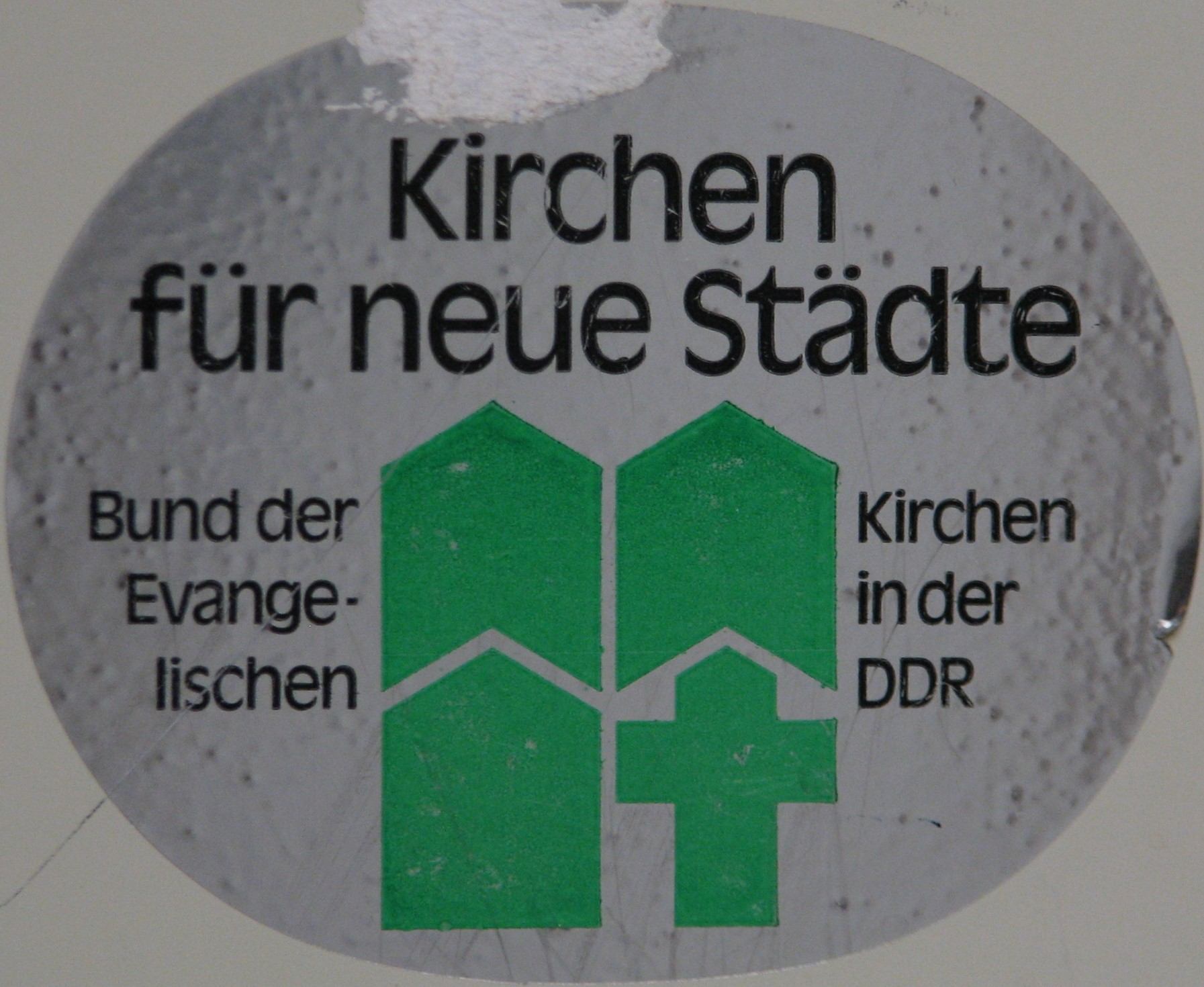
Aufkleber „Kirchen für neue Städte“ (Jahr und Herkunft unbekannt; wohl um das Jahr 1980)

Kirchenbauprogramme in der DDR – offiziell Sonderbauprogramm oder Bauprogramm „Kirchen für neue Städte“ genannt – gab es aufgrund vertraglicher Vereinbarungen zwischen der DDR-Regierung und Kirchen-Institutionen der Bundesrepublik Deutschland; Partner und Geldgeber waren zeitweise auch die Schwedische Kirche und Evangelisch-reformierte Kirchen der Schweiz. Dabei ging es um die Erhaltung, den Umbau und den Wiederaufbau bestehender sowie die Errichtung neuer Kirchen und kirchlich genutzter Gebäude in der DDR.

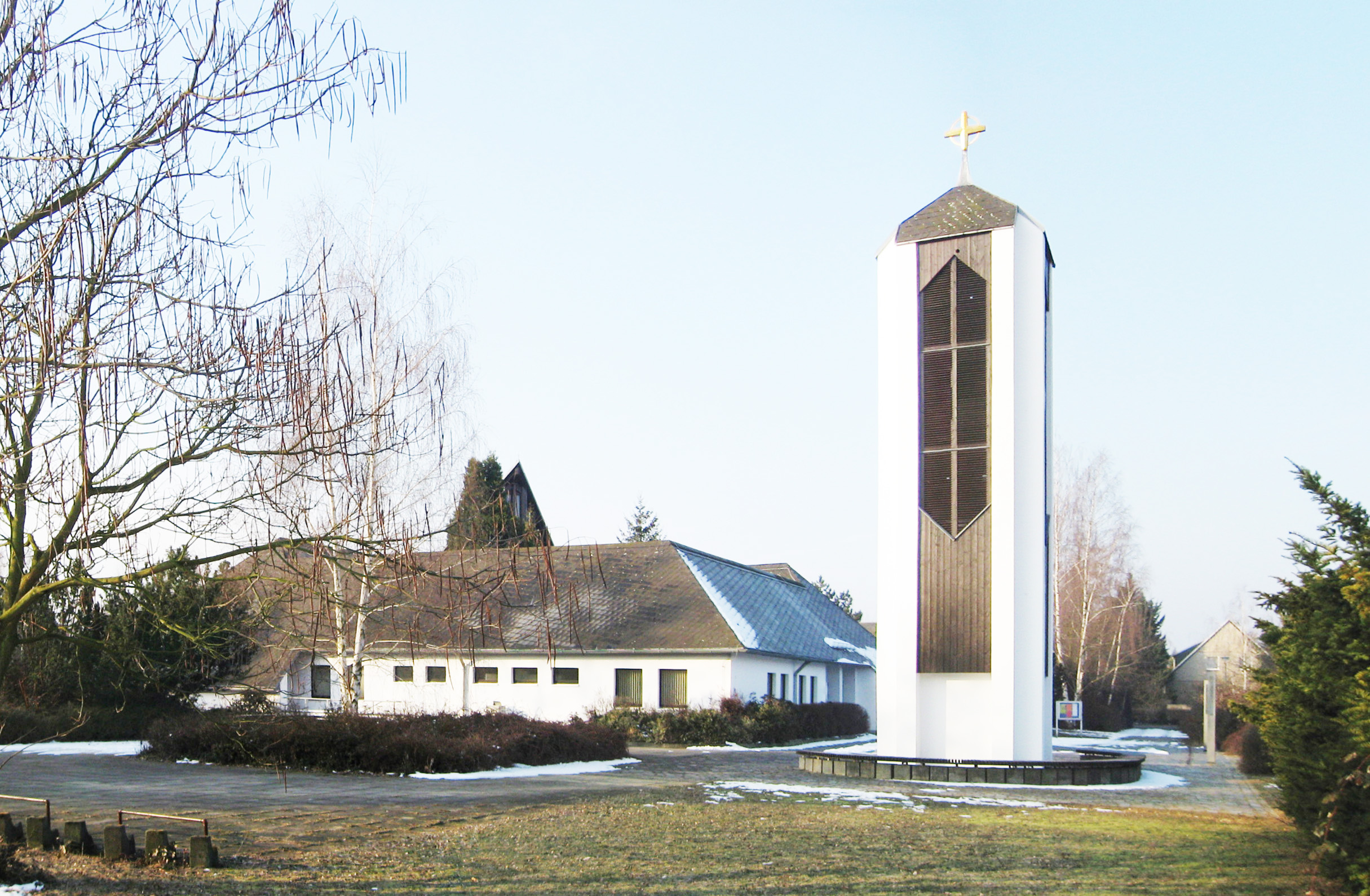
Pauluskirche Leipzig-Grünau

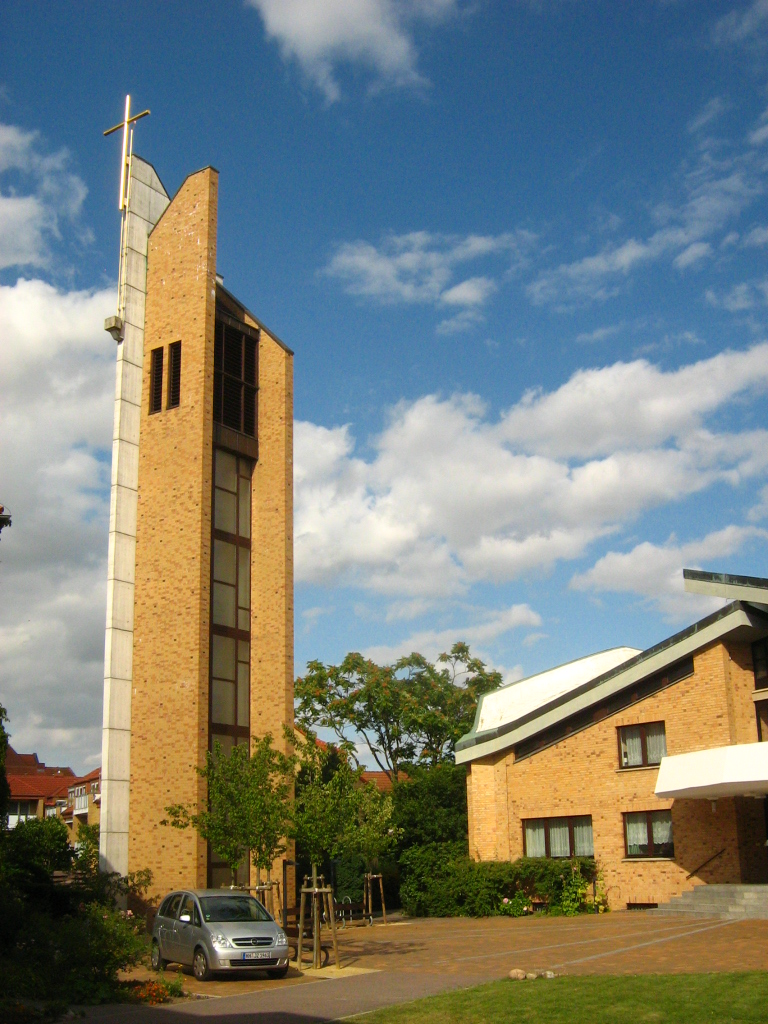
Kirche St. Josef und St. Lukas Neubrandenburg

Hinweis: Dieser Artikel befasst sich mit Sanierung, Umbau und Wiederaufbau bestehender Kirchengebäude sowie Neubau von Kirchengebäuden und kirchlichen Gemeindezentren. Aus thematischen Gründen nicht berücksichtigt sind hier der mitunter ebenfalls zu den Kirchenbauprogrammen in der DDR gehörende Neubau kirchlicher Krankenhausabteilungen, Kliniken, Stationen der Diakonie in der DDR und der Caritas in der DDR sowie der Bau von Wohnungen für Mitarbeiter dieser Einrichtungen – siehe dazu auch den Abschnitt „Begriffe“ sowie die betreffende Information im Abschnitt „Verschiedenes“.
Dank ihrer „Valuta-Sonderbauprogramme“ erwirtschaftete die DDR
- mit der Vertragspartnerin Evangelische Kirche in Deutschland (realisiert als Kirchengeschäft A oder A-Geschäft via Diakonie Deutschland) seit den 1970er Jahren bis 1988 die Summe von 250 Millionen D-Mark[3][4] zuzüglich der Summe für Wiederaufbau und Restaurierung des Berliner Doms (Einzelheiten dazu im Abschnitt Wiederaufbau des Berliner Doms) in Höhe von 150 Millionen D-Mark[5] also insgesamt 400 Millionen D-Mark[6] sowie
- mit der römisch-katholischen Vertragspartnerin Deutsche Bischofskonferenz (realisiert als Kirchengeschäft C oder C-Geschäft via Bonifatiuswerk) von 1966 bis 1988 die Summe von 310 Millionen D-Mark[3][7]

und somit – laut den bislang zugänglichen Quellen – insgesamt mindestens 710 Millionen D-Mark. Ein Großteil der Gesamtsumme waren Zahlungen aus dem Etat des Bundesministeriums für innerdeutsche Beziehungen im bundesdeutschen Staatshaushalt.

## Ausgangslage
Die Evangelischen und die Katholischen Kirchenverbände in der späteren DDR blieben – anders als die in anderen sozialistischen Nachbarstaaten – nach dem Zweiten Weltkrieg Eigentümer ihrer Kirchen und sonstigen Gebäude. Zudem waren infolge des Zweiten Weltkriegs mehr als 4,3 Millionen Vertriebene in die Sowjetische Besatzungszone (SBZ) gekommen, viele von ihnen katholischen oder evangelischen Glaubens.
In den mehr als 4000 evangelischen Kirchengemeinden gab es fast überall im Krieg beschädigte Gotteshäuser, Gemeindehäuser und Pfarrhäuser, für deren Wiederherstellung und Erhaltung alles damals Mögliche getan wurde, was für die tatsächlichen Erfordernisse jedoch nicht genug war.
25 Jahre nach Kriegsende waren beispielsweise im Bereich der evangelischen Kirchenverbände noch Schäden von 30 Millionen DDR-Mark geblieben, hinzu kamen Folgeschäden wegen nicht finanzierbarer Reparaturen von 70 Millionen DDR-Mark. Diese insgesamt 100 Millionen DDR-Mark konnten die evangelischen Kirchen in der DDR aus eigener Kraft nicht aufbringen.
Die staatlichen Zuschüsse für den Erhalt denkmalwerter Kirchen betrugen 800.000 DDR-Mark pro Jahr; sie waren – bei rückläufiger Tendenz – nur der sprichwörtliche „Tropfen auf den heißen Stein“. Zudem wirkten sie nur für die damit finanzierten Baumaßnahmen und nicht, um für kirchliches Leben zeitgemäße Räume zu schaffen. Auch hatte die DDR-Bauwirtschaft viel zu wenig Kapazitäten.

„Da war die Bereitschaft der EKD, die Finanzierung eines Sonderbauprogramms zu übernehmen, Rettung in aussichtsloser Lage. Es sah vor, für den Zeitraum von 1973 bis 1980 rund 55 Millionen Valutamark für ein kirchliches Sonderbauprogramm bereitzustellen.
Die sich andeutende Bereitschaft der DDR-Regierung, sich auf ein derartiges Kirchenbauprogramm einzulassen, war um so erstaunlicher, als sie 1971 erklärt hatte, dass künftig nur noch Wohnungen errichtet werden dürften.
Wie wollte man der Bevölkerung und den Genossen an der Basis jetzt ein millionenschweres Kirchbauprogramm erklären, während gleichzeitig die historischen Innenstädte verfielen?“

Vor diesen Kirchenbauprogrammen gab es – vor und während der Amtszeit Walter Ulbrichts als Staatschef und dessen kirchenablehnender Politik – vereinzelte, überwiegend katholische Kirchenneubauten in der DDR. Die Erfahrungen aus jener Zusammenarbeit zwischen DDR-Führung und den Partnern in der Bundesrepublik bei deren Errichtung beeinflussten die Programme offensichtlich vertrauensbildend bzw. ermöglichten sie – unter Ulbrichts Nachfolger Erich Honecker und dessen gemäßigterer Kirchenpolitik – als konzertierte Aktion:

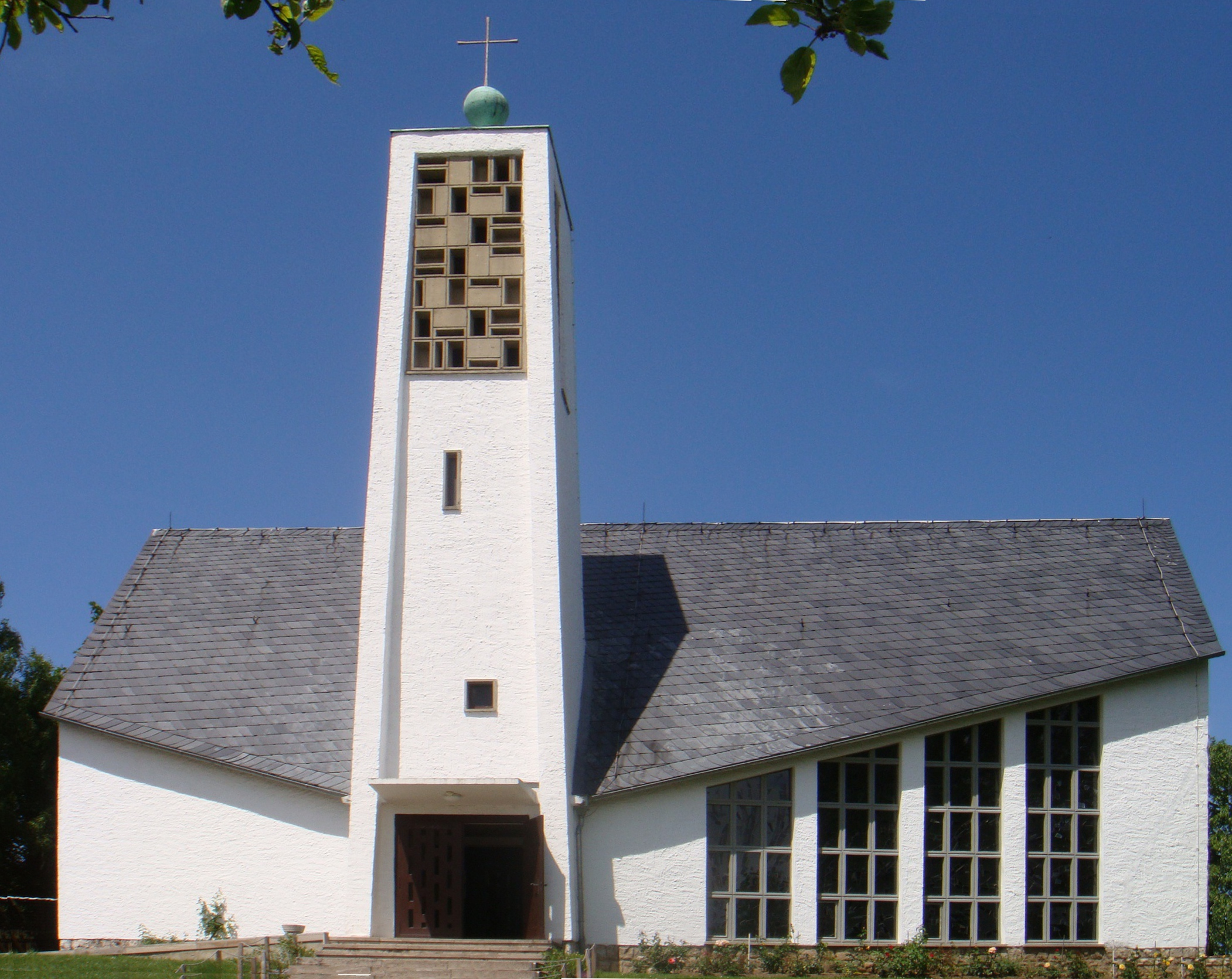
Stephanus-Kirche Weimar-Schöndorf

- 1951: Schifferkirche in Ahrenshoop, ev.
- 1951: Heilig-Geist-Kirche Zwenkau (Umgestaltung einer bisherigen Gaststätte)[12]
- 1951: Heilig-Kreuz-Kirche in Calvörde, kath.[13]
- 1954: Hl. Dreieinigkeit in Dessau-Süd, kath.[14]
- 1954: St. Norbert in Jeßnitz (Anhalt), kath.
- 1956: St. Maria Regina Pacis in Bad Schmiedeberg, kath.[15][16]
- 1957: Heilige Familie in Bad Düben, kath.[17]
- 1960: Christkönigskirche in Oranienbaum, kath.[18]
- 1962: Diakonissenhauskirche der Diakonissen-Anstalt Dresden, ev.
- 1966: Kirche St. Stephanus in Weimar-Schöndorf, ev.
- 1970: St. Gabriel in Leipzig-Wiederitzsch, kath.
- 1971: Zweite Christuskirche in Rostock, kath.[19]

## Hintergrund
Die DDR-Führung war permanent auf der Suche nach neuen Devisenquellen. Der Umstand, dass wenige Jahre nach der Teilung Deutschlands die Kirchen der Bundesrepublik dauerhaft bedeutende finanzielle Unterstützung für Kirchgemeinden in der DDR leisteten (etwa über das 1956 gegründete DDR-Unternehmen Genex Geschenkdienst GmbH), weckte geschäftliches Interesse.
Diese D-Mark-Ströme machte sich die DDR mit folgendem Modell zunutze, das im Jahr 1965 Ludwig Geißel (seit 9. Juni 1958 Inhaber einer Vollmacht der westdeutschen Evangelischen Kirchen (EKD), „mit der Regierung der DDR und mit deren Organen Wirtschaftsverhandlungen zu führen und verbindlich abzuschliessen“) mit seinem damaligen Verhandlungspartner Horst Roigk (Leiter der Abteilung Koordination des Ministeriums für Staatssicherheit) ersonnen hatte: Die West-Kirchen, vertreten vom Bonifatiuswerk für die Katholische Kirche in Deutschland und vom Diakonischen Werk für die Evangelische Kirche in Deutschland, lieferten von ihnen bestellte, von der DDR-Führung gewünschte Waren und Güter direkt in die DDR. Das waren das sogenannte Kirchengeschäft A oder A-Geschäft (mit der evangelischen Kirche in der Bundesrepublik) und das Kirchengeschäft C oder C-Geschäft (mit der römisch-katholischen Kirche in der Bundesrepublik); das Kirchengeschäft B oder B-Geschäft beinhaltete den Freikauf von Häftlingen. Jenes System, koordiniert von Alexander Schalck-Golodkowski in der „Kommerziellen Koordinierung (KoKo)“, lief bis zum Ende der DDR 1990.
Im Bausektor entstanden zunächst Fertighäuser für kirchliche Mitarbeiter. Die Häuser wurden von DDR-Betrieben errichtet. Baumaterial und Projektierungsleistungen stammten ebenfalls überwiegend aus der DDR. Als Gegenleistung lieferten westdeutsche Kirchenorganisationen – beispielsweise das Diakonische Werk in Stuttgart – von der DDR bestellte Waren und Rohstoffe über Vertrauensunternehmen in die DDR. Die erste Lieferung 1966 bestand aus Kaffee im Wert von 1,5 Millionen D-Mark. Die hochwertigen Rohstoffe wie etwa Kupfer, Erdöl und Rohdiamanten verkaufte die DDR im internationalen Börsengeschäft gewinnsteigernd weiter. Koordinator der Kirchengeschäfte auf DDR-Seite war ab 1966 Manfred Seidel (stellvertretender Leiter des Bereichs Kommerzielle Koordinierung (KoKo) und neben Alexander Schalck-Golodkowski der wichtigste Offizier im besonderen Einsatz (OibE) des Ministeriums für Staatssicherheit (MfS)).

## Sonderbauprogramm 1973–1980
Dieses Programm – auch bekannt als Valuta-Bauprogramm – beschloss das Präsidium des Ministerrates der DDR in seiner 42. Sitzung am 13. Dezember 1972. Sein offizieller Titel lautete „Beschluß über die Instandhaltung und Restaurierung von Kirchengebäuden und Neubau von Gesundheitserweiterungsbauten zur Pflege von schwerstgeschädigten und geistig behinderten Bürgern sowie Fertighäuser für medizinisches Personal“. Es enthielt Hinweise und Richtlinien „zur Vorbereitung und Durchführung von Baumaßnahmen in den Jahren 1973–1975 für die evangelische und katholische Kirche in der DDR“.
Der Bund der Evangelischen Kirchen in der DDR hatte dafür DDR-weit 45 Objekte aufgelistet, der zugestandene Leistungsumfang betrug 19 Millionen D-Mark. Zum einen sollten denkmalswerte Kirchen restauriert werden. Zum anderen sollten beschädigte Kirchen so hergerichtet werden, dass sie mit dem Einbau moderner Funktionsräume wie Gemeindesäle, Büros und Küchen langfristig den zeitgemäßen Ansprüchen des kirchlichen Gemeindelebens entsprachen.
Das Programm umfasste insgesamt 40 Millionen D-Mark, die jeweils etwa zur Hälfte zum Bau von Kirchen sowie zum Bau karitativer und sozialer Einrichtungen verwendet wurden. Es wurde für den Zeitraum von 1976 bis 1978 verlängert.
Für die katholische Kirche gab es ein ähnliches Sonderbauprogramm: Die Berliner Ordinarienkonferenz der römisch-katholischen Kirche in der DDR (BOK) hatte dazu auf ihrer Frühjahrssitzung am 5./6. März 1974 beraten; das zweite Sonderbauprogramm der katholischen Kirche wurde 1977 beschlossen. Die katholische Kirche in der DDR verwirklichte viele kirchliche Neubauten.

## Sonderbauprogramm 1981–1985
Geplant im Winter 1976/1977, bekräftigte Erich Honecker in seiner Direktive vom 2. Februar 1978: „Den von den Leitungen der Evangelischen und Katholischen Kirche in der DDR unterbreiteten Vorschlägen zur Durchführung von speziellen Baumaßnahmen in den Jahren 1980–1985 wird prinzipiell zugestimmt. Die Bezahlung von diesen Bauvorhaben erfolgt ausschließlich gegen freie Devisen im Rahmen des Exportprogramms der DDR.“ Am 6. März des Jahres kam es zu einem Treffen von Erich Honecker mit evangelischen Kirchenvertretern.
Auf der Liste der evangelischen Bauvorhaben standen 35 Kirchen in den „neuen Städten“ (= neue DDR-Plattenbauviertel), auf der katholischen 12 Sakralbauprojekte.

## Sonderbauprogramm 1986–1992
Zum Umfang dieses Programms fehlen bislang offizielle Quellenangaben. Von dessen geplanten Kirchenbauprojekten wurden bis Ende der DDR am 2. Oktober 1990 nur wenige vollendet, etwa die katholischen Kirchen in Lobenstein und in Schleiz. So haben einige nach 1990 vollendete Kirchenbauten auf dem einstigen Gebiet der DDR in diesem Programm ihren Ursprung.

## Wiederaufbau des Berliner Doms

Berliner Dom (2017)

Kausal eng verknüpft mit den Kirchenbauprogrammen war der von DDR-staatlicher Seite gewollte Wiederaufbau des Berliner Doms.
Die Kosten für den Wiederaufbau des Berliner Doms waren laut dem damaligen Mitakteur Manfred Stolpe auf ursprünglich 45 Millionen Valutamark veranschlagt, die die Evangelische Kirche Deutschlands und die Regierung der Bundesrepublik Deutschland in Höhe von 45 Millionen D-Mark bezahlten. Diese Summe hat Ludwig Geißel, Verhandlungsführer im Auftrag der EKD, bestätigt.
Auch hatte die DDR-Regierung im Oktober 1974 einen jährlichen Zuschuss von 200.000 DDR-Mark für den Unterhalt des Berliner Doms zugesagt, damit wurde eine Bedingung der Vertragspartner erfüllt. Zuvor gab es angeblich die DDR-Forderung, dass es Verhandlungen über Kirchenbauprogramme in der DDR nur gebe bei gleichzeitigen Verhandlungen über den Wiederaufbau des Berliner Doms.
Im Jahr 1976 kam es zur Nachtragszahlung zu den bereits bezahlten Baukosten von 45 Millionen D-Mark in Höhe von 20,5 Millionen D-Mark, in Summe nun 65,5 Millionen D-Mark.
Die tatsächlichen Kosten für den Wiederaufbau des Berliner Doms betrugen 150 Millionen D-Mark und wurden ebenfalls von den beiden genannten Geldgebern beglichen.

## Verwirklichung
Wenn ihr jeweiliges Bauprojekt auf die offizielle Förderliste ihrer obersten Kirchenorganisation gesetzt worden war, konnten die DDR-Kirchgemeinden im Umfang der zuvor aus der Bundesrepublik transferierten D-Mark-Guthaben anteilig Bauleistungen beim DDR-Außenhandelsbetrieb Limex-Bau Export-Import für bei ihnen dringend benötigte Kirchenneubauten und Kirchenumbauten, Gemeindezentren und restauratorische Maßnahmen in Anspruch nehmen. Dabei wurden dessen Leistungen in D-Mark im Verhältnis 1 : 1 in DDR-Mark verrechnet und beglichen. So waren sie in der Lage, auch Kirchenneubauten zu errichten.
Bei den Bauvorhaben der Katholischen Kirche, die Planung, Projektierung und Bauausführung von DDR-Behörden realisieren ließ, verringerten sich oftmals die sonst üblichen Genehmigungs- und Bauschwierigkeiten.
Dagegen kam es bei Neubauten von evangelischen Kirchen und Gemeindezentren immer wieder zu behördlichen Verzögerungen, da viele Gemeinden einen möglichst hohen Eigenanteil an Leistungen (Projektierung, Statikberechnungen, Erschließungsarbeiten für Kanäle und Stromleitungen) erbringen wollten, um so die D-Mark-Kosten zu reduzieren.
Die Bezahlung erfolgte auf der Verrechnungsgrundlage „1 D-Mark = 1 DDR-Mark“, also im von der DDR festgelegten Umtauschverhältnis von 1 : 1. Geschäftspartner auf DDR-Seite war Limex-Bau Export-Import, ein staatlicher Außenhandelsbetrieb (AHB) der DDR. Die DDR-Seite erhielt vorab die Zahlungen in D-Mark (oft wunschgemäß als Warenlieferung in Höhe der jeweiligen Summe), sie gab daraufhin dieselbe Summe in DDR-Mark – angegeben in Valutamark – für die Bauvorhaben frei und löste bei den Unternehmen die Bauaufträge aus.
Seit 1966 gab es ein immer weiter spezifiziertes Verfahren über Transferleistungen mit dem Ministerium für Außenhandel der DDR, Bereich Kommerzielle Koordinierung. So wurden beispielsweise vom Deutschen Caritasverband in der Bundesrepublik Elektrolyt-Kupferbarren (wire bars) und Elektrolyt-Kupfer aus westlicher Produktion im Wert von 12 Millionen D-Mark an das zum Bereich Kommerzielle Koordinierung
gehörende Unternehmen Intrac Handelsgesellschaft mbH in Berlin-Pankow geliefert – als Gegenwert wurden dem Konto des Erzbischofs von Berlin bei der Deutschen Notenbank Berlin 12 Millionen Mark der Deutschen Notenbank (MDN) gutgeschrieben. Dieser Transferweg erfolgte auf Verlangen der DDR-Behörden anstelle des Bartransfers über Genex. Das Wirtschaftsministerium in Bonn stimmte dieser Vorgehensweise zu.
Verhandlungspartner auf evangelischer Seite war der Bund der Evangelischen Kirchen in der DDR. Langjähriger Vorsitzender in dieser Zeitspanne war Bischof Albrecht Schönherr.

„Gegen die Meinung mancher Leute, dass die Kirche ohne Zukunft sei, bedeutet ein solcher Bau ein Zeichen dafür, dass es mit der Gemeinde Jesu Christi weitergehen wird. Wir bauen mit Hoffnung. Das ist der entscheidende Baustoff, den wir beizufügen haben.“

## Grundstückslagen
Die Grundstücke für die neuen Kirchen und Gemeindezentren in den Neubaugebieten waren vorsätzlich nicht in zentraler Lage: Die zuständigen Behörden wiesen dafür prinzipiell Land am Gebietsrand zu, das meist nicht oder nur aufwendig mit Bus oder Straßenbahn erreichbar war. Ausnahmen von dieser Regel sind die evangelische Kirche Marzahn/Nord in Berlin und die katholische Bonifatiuskirche Leinefelde im Eichsfeld: Sie stehen zentral im Wohnviertel.
Die DDR-Führung befand sich somit im selbst verursachten Zielkonflikt: Einerseits ging es ihr um die langfristige Erwirtschaftung möglichst hoher Devisenzahlungen. Andererseits wollte sie die Wirkungs- und Entfaltungsmöglichkeiten der neuen Kirchgemeinden so knapp wie möglich halten – salopp gesagt also eine Geschäftsbeziehung „mit angezogener Handbremse“.
Grund und Boden in den DDR-Neubaugebieten war Volkseigentum und damit unverkäuflich. Um dennoch zu der Lösung zu kommen, dass der Neubau der Kirche bzw. des Gemeindezentrums auf Kirchengrund gebaut werden konnte, einigten sich Staat und Kirche jeweils auf einen Grundstückstausch. Abweichend davon ist überliefert, dass für das Kirchgemeindezentrum Pirna-Sonnenstein 1984 kirchlicherseits 6000 Quadratmeter Land erworben werden konnten.

## Einzelbaukosten
Die Kosten für den jeweiligen, individuellen Neubau eines Kirchengebäudes oder eines Gemeindezentrums waren teilweise sehr verschieden (hier angegeben in D-Mark wie von der Westseite in Form von Warenlieferungen bezahlt, in der DDR zum Kurs 1:1 als Valutamark verrechnet).
Da die Baukosten vorab zu bezahlen waren, lagen den jeweiligen DDR-staatlichen Preis-Vorgaben stets nur Schätzungen zugrunde und nie die Baukosten (die erst nach der Einweihung des jeweiligen Sakralbaus exakt intern zu beziffern waren). Angesichts der zur damaligen Bauzeit gültigen Material- und Lohnkosten in der DDR sind diese Preis-Vorgaben daher also staatliche Baugenehmigungs-Kosten inklusive Baukosten gewesen – die tatsächlichen jeweiligen Baukosten betrugen lediglich einen Anteil der jeweiligen Preis-Vorgaben.

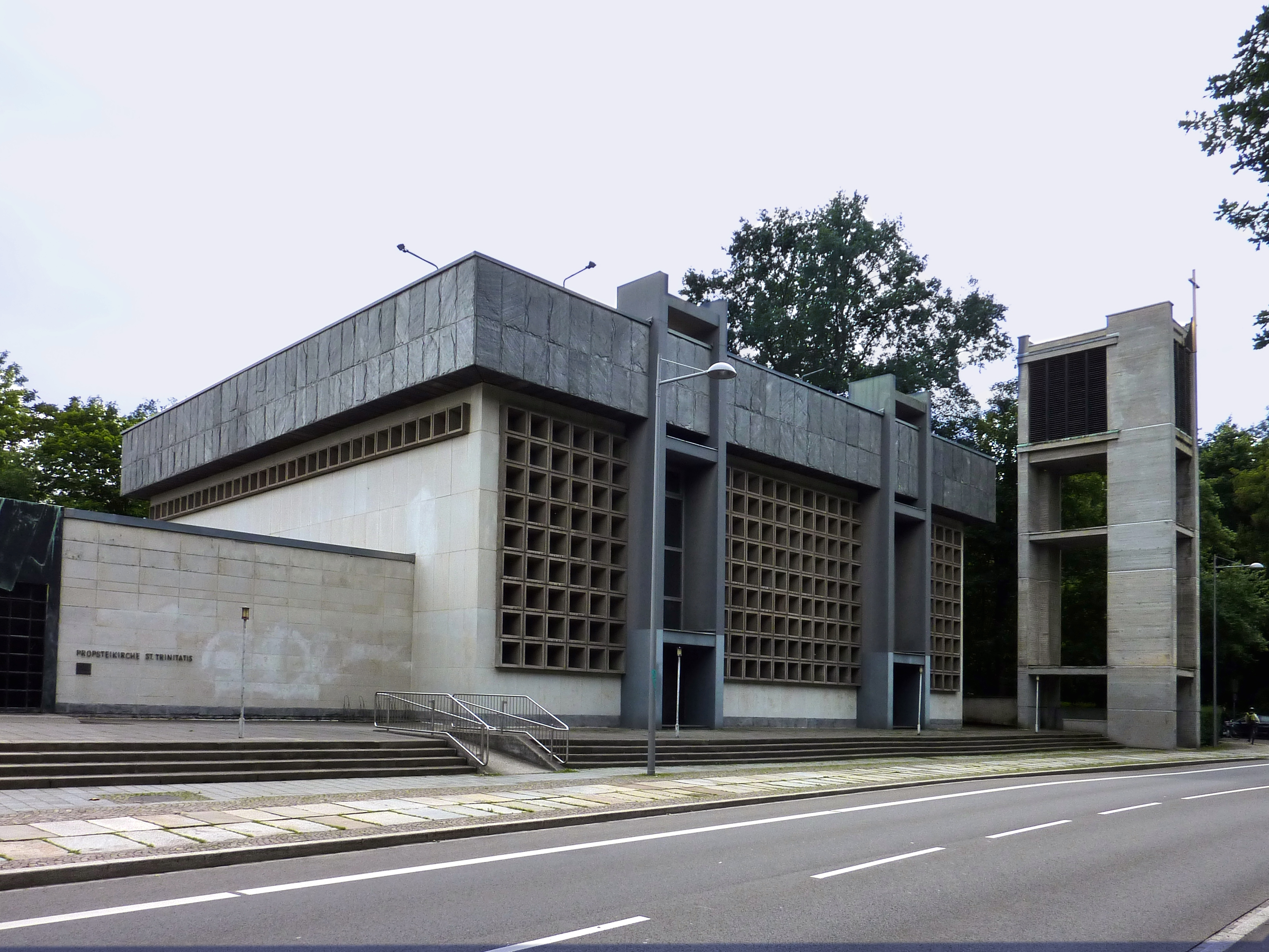
Baukosten 7 Millionen D-Mark: Trinitatiskirche Leipzig

Die Kostenspanne war beträchtlich: So berechnete die DDR-Führung beispielsweise
- 1977 für das evangelische Gemeindezentrum in Stralsund-Knieper West 289.000 D-Mark[39]
- 1977 für das evangelische Gemeindezentrum Lutherhaus in Jena 435.000 D-Mark[40]
- 1978 für das evangelische Gemeindezentrum Kirche Zum Heiligen Kreuz Meiningen 66.000 D-Mark[40]
- 1981 für das evangelische Gemeindezentrum in Eisenhüttenstadt 1.800.000 D-Mark[41]
- 1982 für die evangelische Kirche Prohlis in Dresden 1.100.000 D-Mark[42]
- 1982 für die katholische Propsteikirche St. Trinitatis in Leipzig 7.000.000 D-Mark[43]
- 1983 für das Gemeindehaus St. Martin Wittenberg-Friedrichstadt 760.000 D-Mark[44]
- 1983 für die evangelische Pauluskirche in Leipzig-Grünau 1.000.000 D-Mark.[45][46] und
- 1986 für das Gemeindezentrum Reinhard-Naumann-Haus Schmalkalden 499.000 D-Mark.[47]

Die Summe von sieben Millionen D-Mark für die in der Übersicht genannte zweite Trinitatiskirche in Leipzig von 1982 weicht extrem von den anderen Einzelpreisen ab – sie scheint eine für die katholische Seite bittere Einzelangelegenheit gewesen zu sein. Diesem 2018 abgerissenen Sakralbau, dessen Nachfolgerin in Leipzig im Jahr 2015 die dritte Propsteikirche St. Trinitatis wurde, war derartige Kostspieligkeit nicht anzusehen.
Im Zusammenhang mit dem Zeitraum vor den hier dokumentierten Kirchenbauprogrammen in der DDR ist folgende Finanzierung belegt: Für den Bau der neuen Christuskirche Rostock zahlte die katholische Kirche der Bundesrepublik Deutschland im Zeitraum 1970 und 1971 die Summe von 3,5 Millionen D-Mark für Kupferlieferungen an das DDR-Unternehmen Intrac; daraufhin stellte die DDR für dieses Bauprojekt 3,5 Millionen DDR-Mark bereit.
Auch belief sich im Jahr 1974 eine staatliche, via Limex übermittelte Preisforderung für das katholische Bauvorhaben Verwaltungsgebäude für das Bischöfliche Amt Schwerin mit Mehrzweckräumen – mit einem Versammlungssaal für 300 Personen – auf 5 Millionen D-Mark.
Mit der jeweiligen Summe war lediglich die Errichtung der Kirche oder des Gemeindezentrums abgegolten, die Kosten für die Inneneinrichtung kamen gesondert hinzu.

## Fazit

### Evangelische Bilanz
Der Bund der Evangelischen Kirchen in der DDR formulierte im Juni 1980 folgendermaßen: „So wurden bisher 117 Projekte in Angriff genommen, 70 Kirchen, Pfarrhäuser und Rüstzeitenheime konnten bis Mitte 1980 den Kirchgemeinden zur Nutzung übergeben werden.“
Nach 15 Jahren Sonderbauprogramm konnte der Bund im Jahr 1988 auf folgende Ergebnisse verweisen:
- 18 neu errichtete Kirchen und Gemeindezentren, 8 Gemeindezentren im Bau sowie weitere 9 in Vorbereitung[52]
- 107 rekonstruierte und instandgesetzte Kirchen sowie weitere 9 im Bau
- 50 diakonische Einrichtungen,
- 30 Tagungs- und Rüstzeitenheime und
- mehr als 400 Wohnungen für Mitarbeiter von Kirche und Diakonie.[11][3][53]

Hinzu kam ein „Kleinprojekteprogramm“ aufgrund individueller partnerschaftlicher Hilfe zwischen Kirchen der EKD und Kirchen des Bundes der Evangelischen Kirchen in der DDR – damit wurden „145 Objekte instandgesetzt, rekonstruiert oder neu errichtet.“

### Katholische Bilanz
Mit den Kirchenbauprogrammen wurden DDR-weit
- 34 katholische Kirchen und Gemeindezentren sowie
- 106 Sozial- und Verwaltungsbauten errichtet.[3]

Ansprechpartner für die DDR war auf katholischer Seite ab 1967 Prälat Otto Groß, der in dieser Funktion bis zu seinem Tod 1974 vorrangig wegen der Kirchenbauprogramme in der DDR die Verbindung zu den MfS-kontrollierten DDR-Außenhandelsunternehmen Limex und Intrac wahrgenommen hatte.

## Wiederaufbau und Umbau von Kirchen

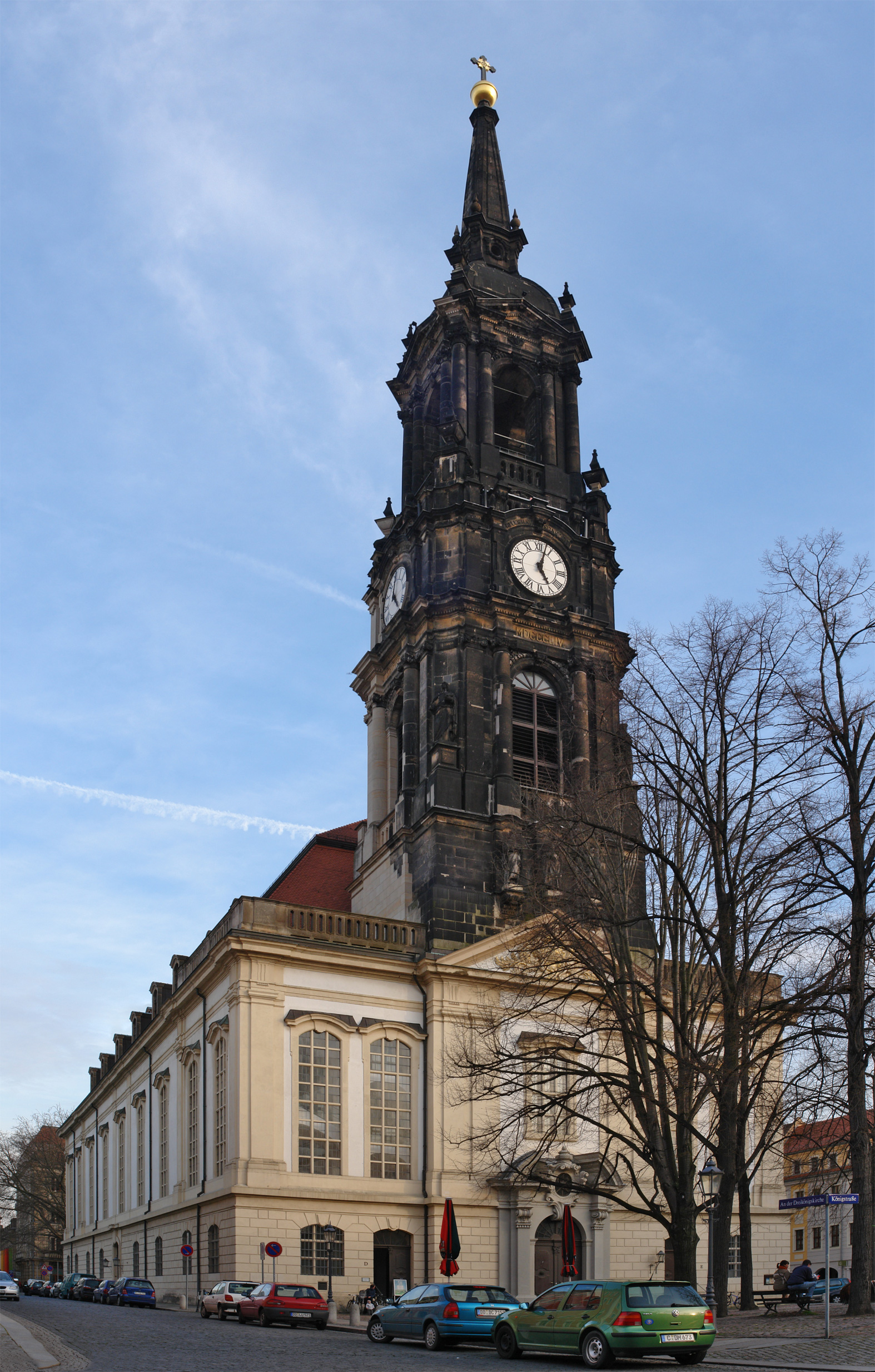
Dreikönigskirche Dresden

Prominentes Beispiel für den Wiederaufbau dank der Kirchenbauprogramme ist die Dreikönigskirche in Dresden: Die Entscheidung für ihren Wiederaufbau fiel 1977. Begünstigt oder auch überhaupt erst ermöglicht von den Kirchenbauprogrammen erfolgte am 31. Oktober 1984 die Grundsteinlegung an dem fast vier Jahrzehnte lang ruinösen Gebäude. Die ursprünglichen äußeren Formen wurden weitgehend erhalten oder wiederhergestellt, während das Innere eine völlig andere Raumaufteilung erfuhr: So steht etwa für Gottesdienste nur noch ein Drittel des Vorkriegsraums zur Verfügung. Am 9. September 1990 wurde die Dreikönigskirche geweiht und 1991 endgültig fertiggestellt. Den Wiederauf- und Umbau verantwortete Eberhard Burger.
Weitere Beispiele – mit jeweiliger Bausumme, soweit angegeben:
- St.-Nikolai-Kirche Stralsund: 1.050.000 D-Mark
- St.-Marien-Kirche Stralsund: 452.000 D-Mark
- St.-Marien-Kirche Greifswald: 366.000 D-Mark
- Schweriner Dom: 340.000 D-Mark
- Stadtkirche Hagenow: 480.000 D-Mark
- St.-Marien-Kirche Parchim: 150.000 D-Mark
- St. Nikolai Quedlinburg: 877.000 D-Mark
- Lutherkirche Tambach, Tambach-Dietharz: 520.000 D-Mark
- Liebfrauenkirche Arnstadt: 45.000 D-Mark
- Nikolaikirche Bad Blankenburg: 187.000 D-Mark
- Georgenkirche Eisenach: 100.000 D-Mark
- Werner-Sylten-Gemeindehaus Eisenach (Anbau): 125.000 D-Mark
- Augustinerkirche Gotha: 220.000 D-Mark
- Thomaskirche Leipzig: 466.000 D-Mark
- Peterskirche Leipzig: 155.000 D-Mark
- Nikolaikirche Leipzig
- Stadtkirche St. Wenceslai Wurzen: 70.000 D-Mark[58]
- Matthäuskirche Dresden: 872.000 D-Mark
- Schloßkirche Chemnitz: 114.000 D-Mark
- St. Marien (Dom) Zwickau: 203.000 D-Mark
- Stadtkirche St. Petri Freiberg: 258.000 D-Mark
- St. Annenkirche Annaberg, Annaberg-Buchholz: 652.000 D-Mark
- Michaeliskirche Bautzen: 208.000 D-Mark
- Alte Schule Herrnhut: 285.000 D-Mark
- Nikolaikirche Görlitz: 724.000 D-Mark
- Stadtpfarrkirche Peitz: 446.000 D-Mark
- Christophoruskirche Berlin-Friedrichshagen: 400.000 D-Mark
- St. Nikolai Jüterbog: 466.000 D-Mark
- St. Marien Bad Belzig: 388.000 D-Mark
- St. Nikolai (Potsdam): 3.770.000 D-Mark[59]
- Klosterkirche St. Trinitatis (Neuruppin) (Rekonstruktion und Ausbau zum Gemeindezentrum)
- Oberkirche St. Nikolai Cottbus[60]
- St. Moritz Halberstadt
- Othmarskirche Naumburg
- St. Katharinen Buchholz, Annaberg-Buchholz[61]
- Nikolaikirche Rostock
- St. Stephan Gartz (Oder)
- Pauluskirche Dessau
- Herrnhuter Brüdergemeine
- Augustinerkloster Erfurt (+ Tagungszentrum)
- Stadtkirche St. Jacobi in Wanzleben[62]
- Marienkirche Prenzlau[63]
- Französische Friedrichstadtkirche Berlin[64]
- Sankt-Gertraud-Kirche Frankfurt (Oder)
- Dom zu Magdeburg[65]
- St. Anna Schwerin:[66] bauliche Erweiterung zur katholischen Bischofskirche
- Französischer Dom Berlin[67]
- Parochialkirche Berlin[68]
- St. Bartholomäi (Zerbst/Anhalt)[69]

Im Zusammenhang mit diesen Programmen stand der DDR-staatlich gewollte Wiederaufbau des Berliner Doms – siehe dazu unter Wiederaufbau des Berliner Doms –; jedoch wurde die zum Berliner Dom gehörende Denkmalskirche Berlin 1975 gesprengt.

## Chronologie der Neubau-Kirchen und -Gemeindezentren
Die Jahreszahl ist das Jahr der Einweihung des jeweiligen Bauwerks. Die Übersicht beruht mangels offizieller Auflistungen auf eigenen Recherchen sowie Hinweisen und erhebt keinen Anspruch auf Vollständigkeit, auch können Fehler und Irrtümer nicht ausgeschlossen werden. Recherche-Stand: 10. Januar 2025; Abkürzungen: ev. = evangelisch, kath. = katholisch

### 1976
- Gemeindehaus St. Bonifatius Gotha,[72] kath.
- Pfarrhaus St. Mauritius Langenweddingen mit integrierter Kirche, kath.

### 1977

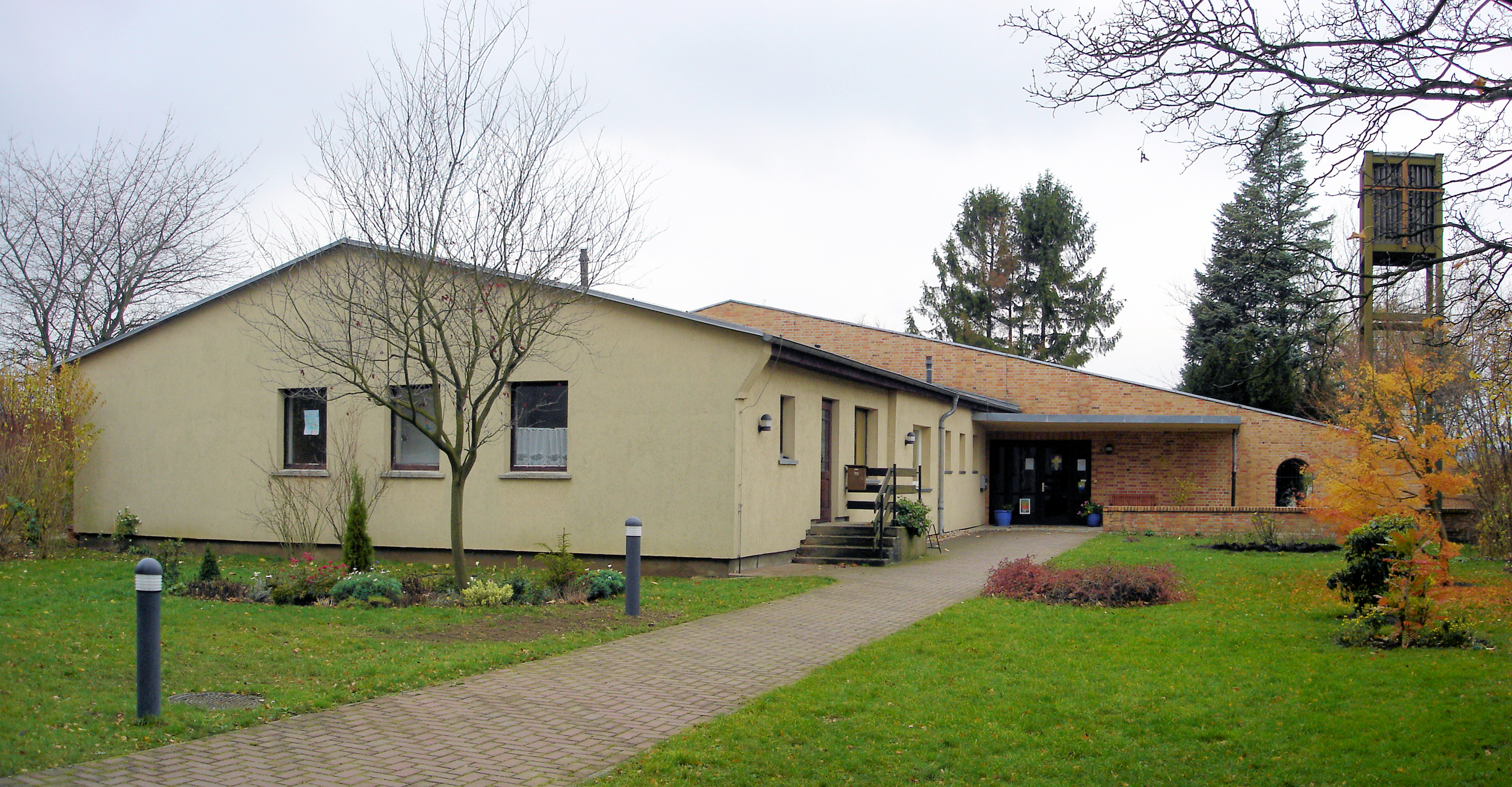
Andreaskirche Rostock

- St. Nikolai Gemeindezentrum Stralsund-Knieper West (erstes kirchliches Neubauprojekt in einem DDR-Neubaugebiet[73]), ev.
- Lutherhaus Jena, ev.
- St.-Andreas-Kirche Rostock-Reutershagen, ev. (abgerissen 2018 für den Neubau einer evangelischen Kindertagesstätte)
- Gemeindehaus[74] Oschersleben (Bode) (eröffnet am 16. Oktober 1977), ev.
- Kirche „Zu den heiligen Schutzengeln“ Hennigsdorf[75][76], kath.
- Friedenskirche Steinfurth[77] in Wolfen-Nord, ev. (entwidmet 2021[78][79])

### 1978

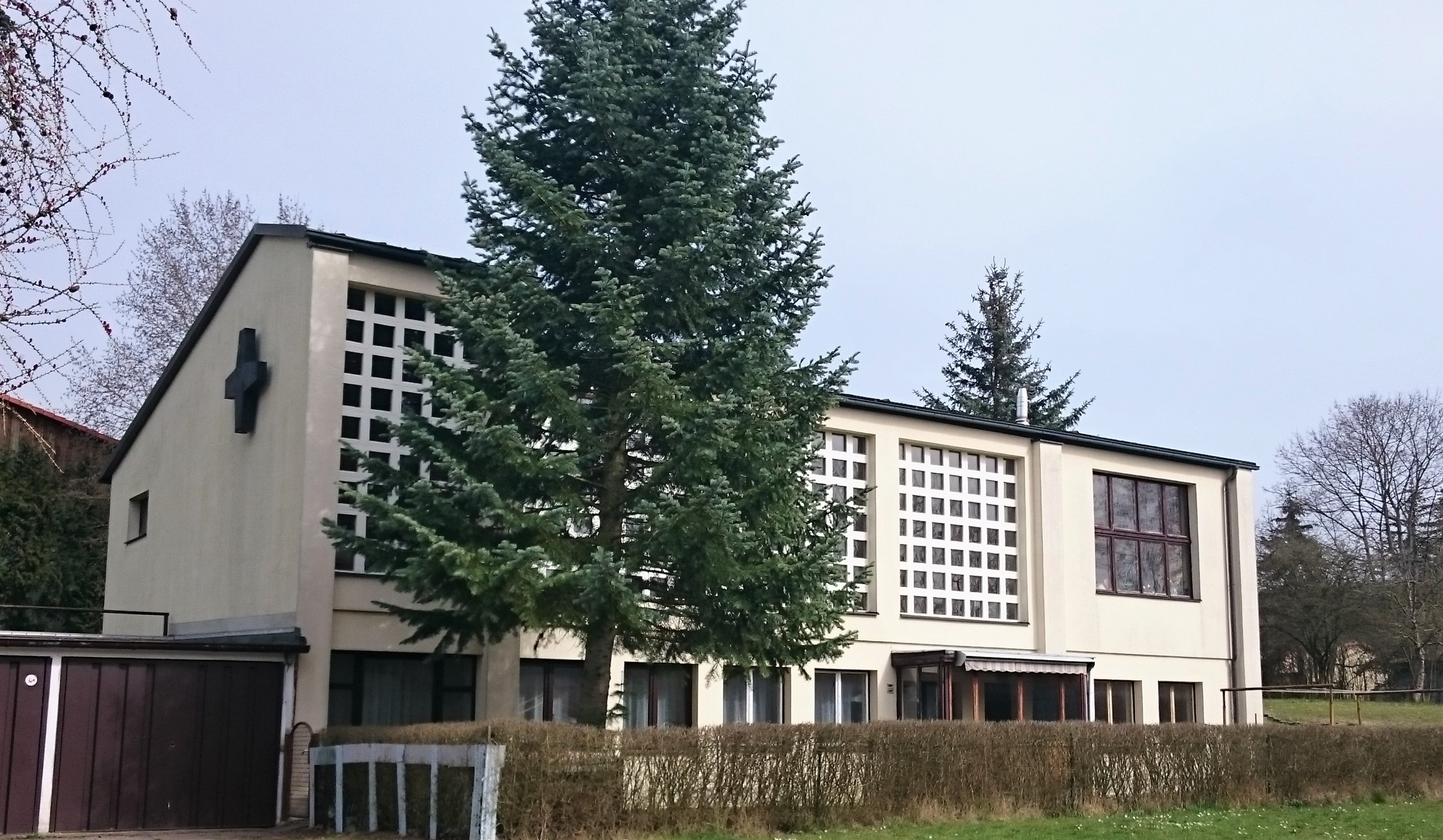
Kirche Zum Heiligen Kreuz Meiningen

- Kirche Zum Heiligen Kreuz[40] Meiningen, ev.
- Kirche St. Martin Schwerin-Lankow,[80][81] kath.
- Gemeindezentrum Zur Barmherzigkeit[82] Berlin-Lichtenberg (eröffnet am 28. Mai 1978, finanziert von der Evangelischen Kirche Schweden[83]), ev.
- Gemeindezentrum „St. Josef“ Hermsdorf[84], kath.
- Adalbert-Haus Zwochau, Bildungsstätte des Erzbischöflichen Kommissariats Magdeburg,[85] kath.

### 1979
- Markuskirche[86][87] Magdeburg-Diesdorf, ev.
- St. Antonius Oppach,[88][89] kath.
- St. Bonifatius Schlotheim,[90][91] kath.
- Bugenhagenhaus Greifswald, ev.[92]
- Kapelle St. Peter und Paul Markkleeberg, kath.

### 1980
- St. Josef – St. Lukas Neubrandenburg, kath.
- Jakobus-Gemeindehaus Dessau, ev., Nachfolge-Bau für die 1977 auf DDR-staatlichen Druck gesprengten Jakobuskirche Dessau, entwidmet am 25. Juni 2023[93]; die freikirchliche Korngemeinde Dessau-Roßlau e. V. nutzt es seitdem als Jakobuskirche[94]

### 1981
- Gemeindezentrum Friedenskirchengemeinde Eisenhüttenstadt,[95] ev.

### 1982
- Kirche Prohlis Dresden-Prohlis[96][97] ev.
- Propsteikirche St. Trinitatis Leipzig, kath.
- Gemeindezentrum Martin-Niemöller-Haus[98] Erfurt-Gispersleben, ev.
- Zionskirche Dresden, ev., errichtet mit finanzieller Unterstützung der Schwedischen Kirche
- St.-Birgitta-Kirche Glowe, ev., errichtet mit finanzieller Unterstützung der Bremischen Evangelischen Kirche und der Schwedischen Kirche
- Paul-Schneider-Gemeindezentrum Viernau, ev.

### 1983

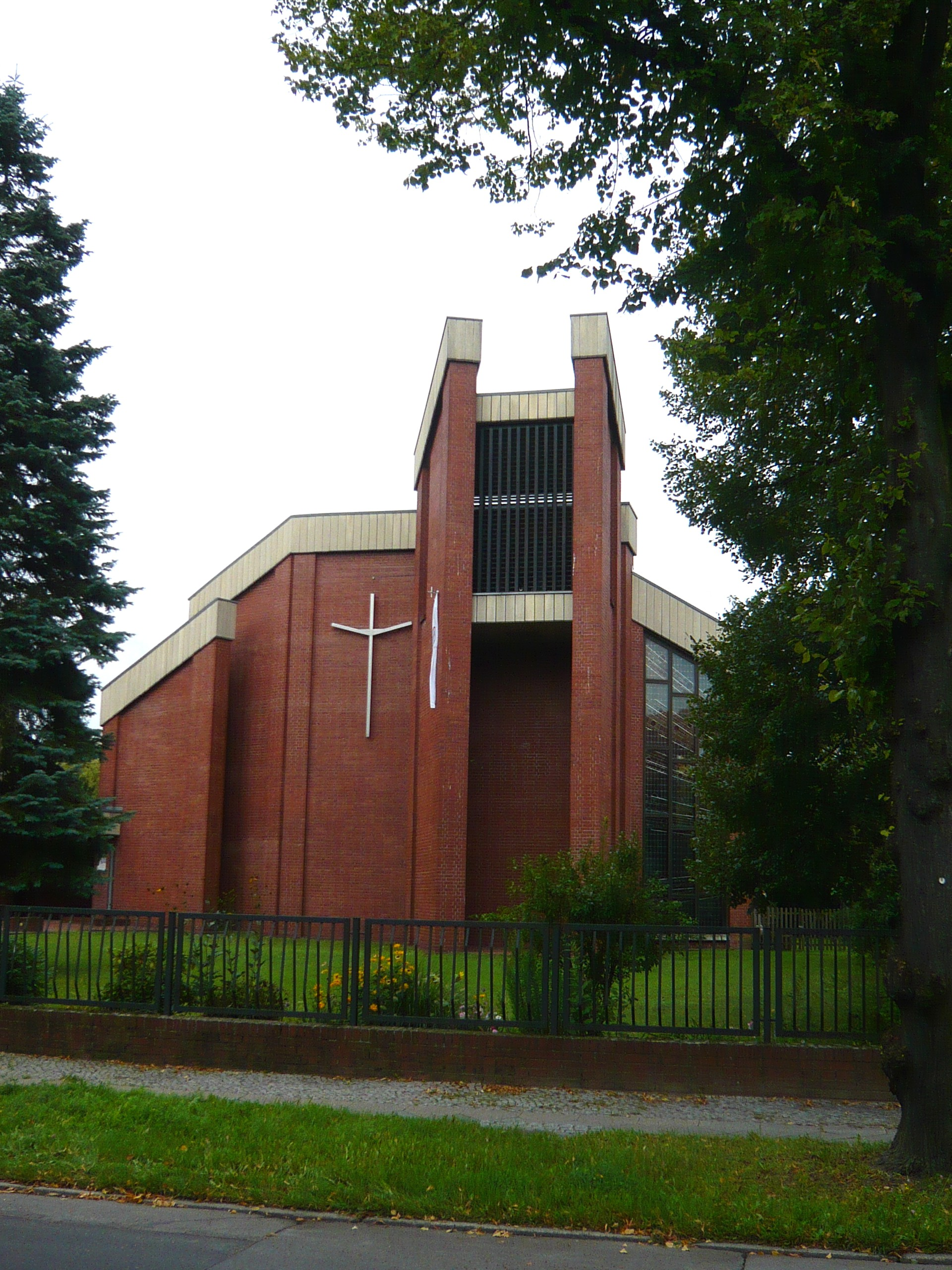
Kirche Maria Königin des Friedens Berlin-Biesdorf

- Gemeindezentrum Martin-Niemöller-Haus Jena-Lobeda, ev.
- Kirche St. Andreas Schwerin-Mueßer Holz,[99] kath.
- Gemeindehaus St. Martin Wittenberg-Friedrichstadt (eingeweiht am 26. Juni 1983),[100][101] ev.
- Pauluskirche Leipzig-Grünau, ev.
- Kirche Maria, Königin des Friedens Berlin-Biesdorf, kath.
- St. Josef Ilmenau, kath.
- St. Franziskus Chemnitz, kath.
- Kirche Blauenthal, ev.
- Gemeindezentrum Niedersedlitz (18. September 1983), ev.[102]

### 1984
- Hoffnungskirche Magdeburg,[103] ev.
- St. Mechthild Magdeburg,[104] kath.

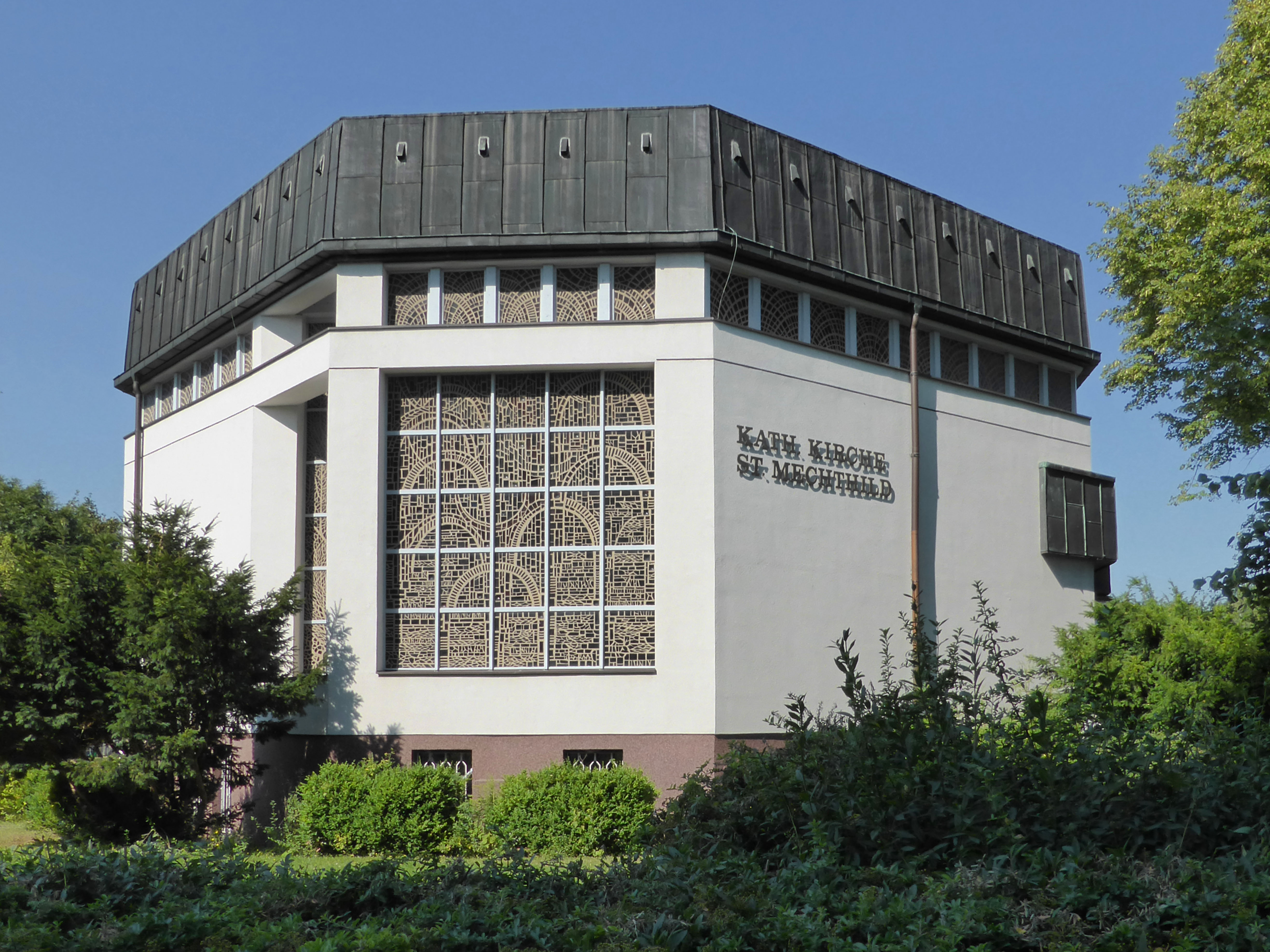
Kirche St. Mechthild Magdeburg

- Gemeindezentrum Am Fennpfuhl Berlin, ev.
- St. Marien Halle (Saale), kath.
- Christuskirche Greifswald-Schönwalde,[105] ev.
- Marienkapelle Werningshausen, ev.[106]

### 1985
- Versöhnungskirche Gotha-West,[107] ev.
- St. Adalbert Magdeburg,[108] kath.

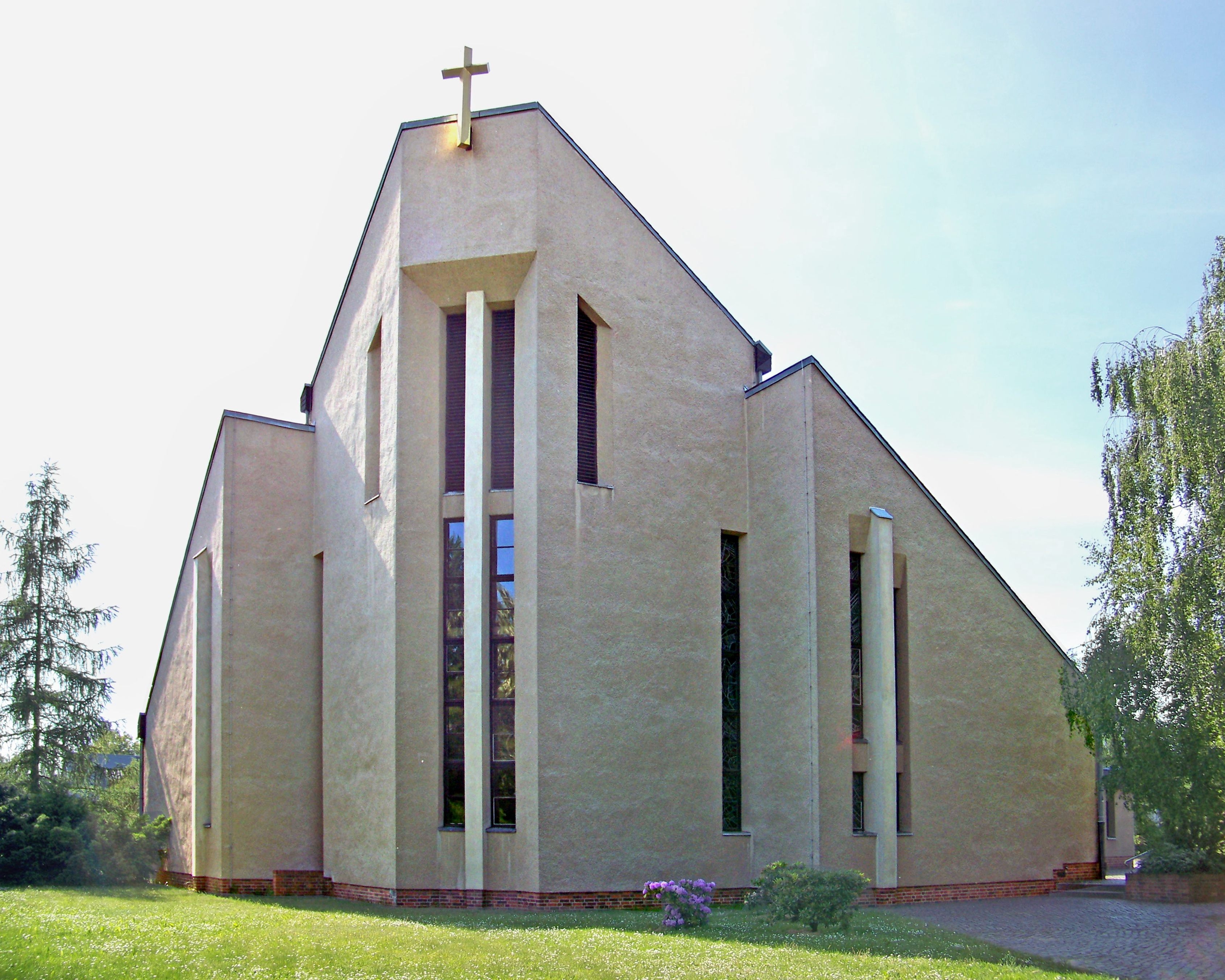
Kirche St. Martin Leipzig-Grünau

- Kirche Heiliger Maximilian Kolbe, Gera-Lusan, kath.
- Dietrich-Bonhoeffer-Kirche und -Gemeindezentrum (GZM) Chemnitz,[109][110] ev.
- Zum guten Hirten Berlin-Friedrichsfelde, kath.
- Petruskirche Schwerin-Großer Dreesch,[111] ev.
- St. Martin Leipzig-Grünau, kath.

### 1986
- Johanneskirche Eisenach (Gemeindehaus),[112] ev.
- St.-Gertrud Engelsdorf, kath.
- Gemeindehaus Cottbus-Schmellwitz,[113] ev.
- Versöhnungskirche Berlin-Biesdorf, ev.
- Gemeindezentrum Reinhard-Naumann-Haus Schmalkalden,[114] ev.

### 1987

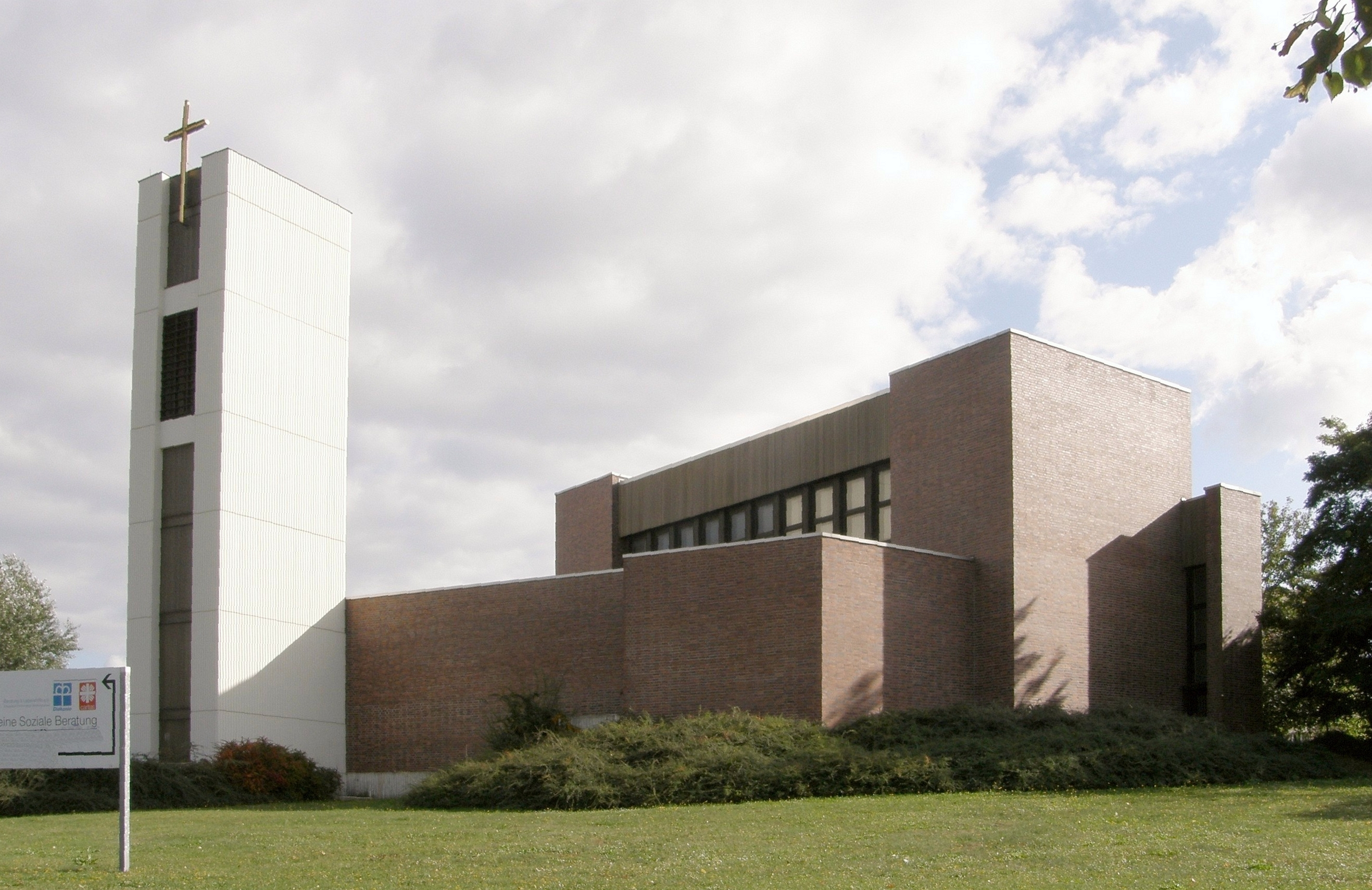
Kirche von der Verklärung des Herrn Berlin

- Gemeindezentrum Christophorus Gera-Bieblach,[115] ev.
- Kirche von der Verklärung des Herrn Berlin-Marzahn, kath.
- Dorfkirche Felgentreu (Nuthe-Urstromtal), ev.
- Allerheiligenkirche Krakow am See,[116] kath.
- Dietrich-Bonhoeffer-Haus in Berlin-Mitte, ev.
- Albert-Schweitzer-Gemeindehaus Köditz in Unterköditz[117], ev.

### 1988

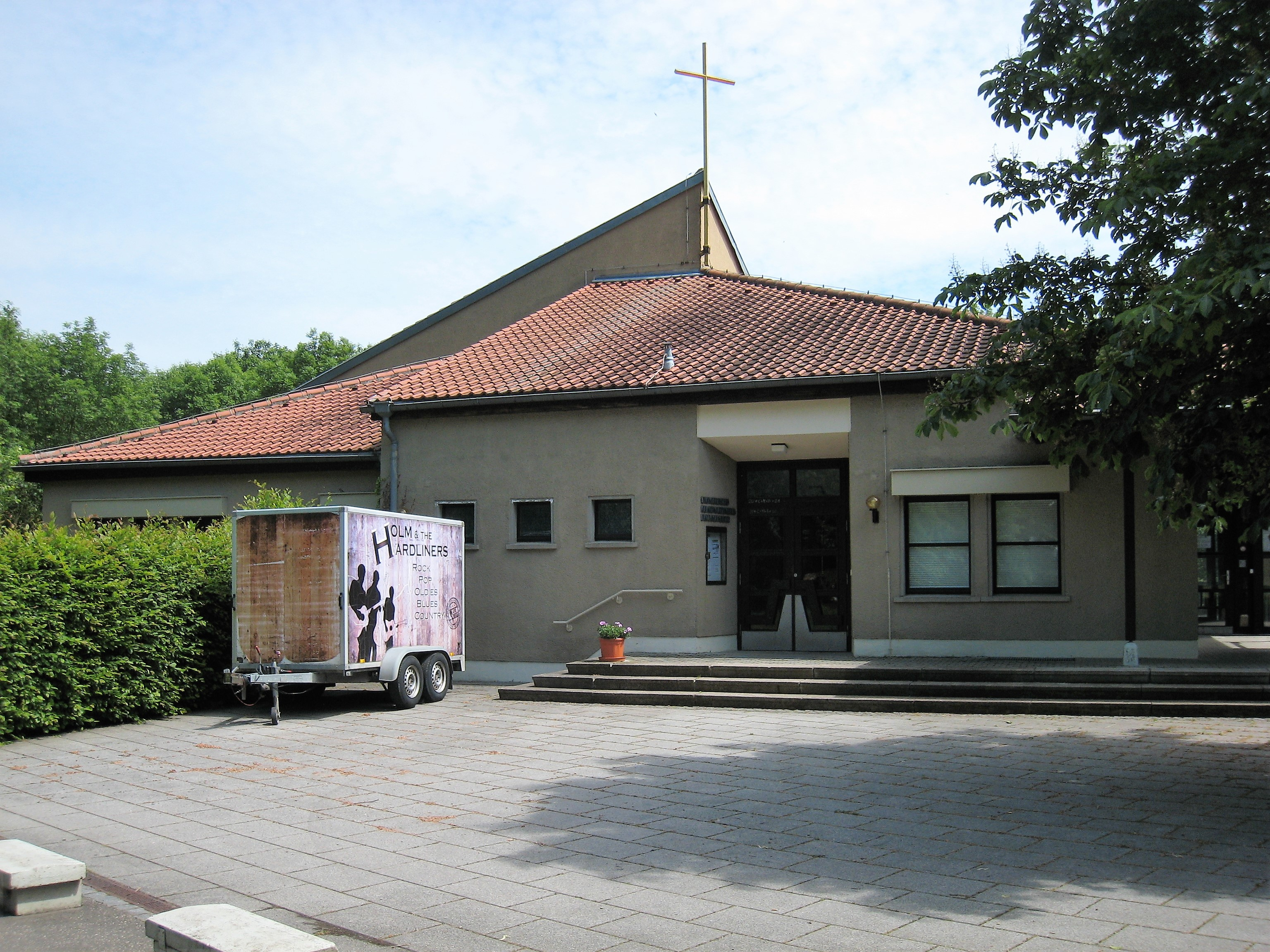
Gemeindezentrum „Paul Schneider“ Weimar

- Gemeindezentrum Paul Schneider Weimar-West,[118] ev.
- Heilig-Kreuz-Kirche Berlin-Hohenschönhausen, kath.
- Gemeindezentrum Brücke in Rostock-Groß Klein, ev.
- Kirchgemeindezentrum Pirna-Sonnenstein, Pirna-Sonnenstein,[119] ev.
- Kirche am Berl Heinrich-Grüber-Gemeindezentrum[120] Berlin-Hohenschönhausen Nord ev.

### 1989

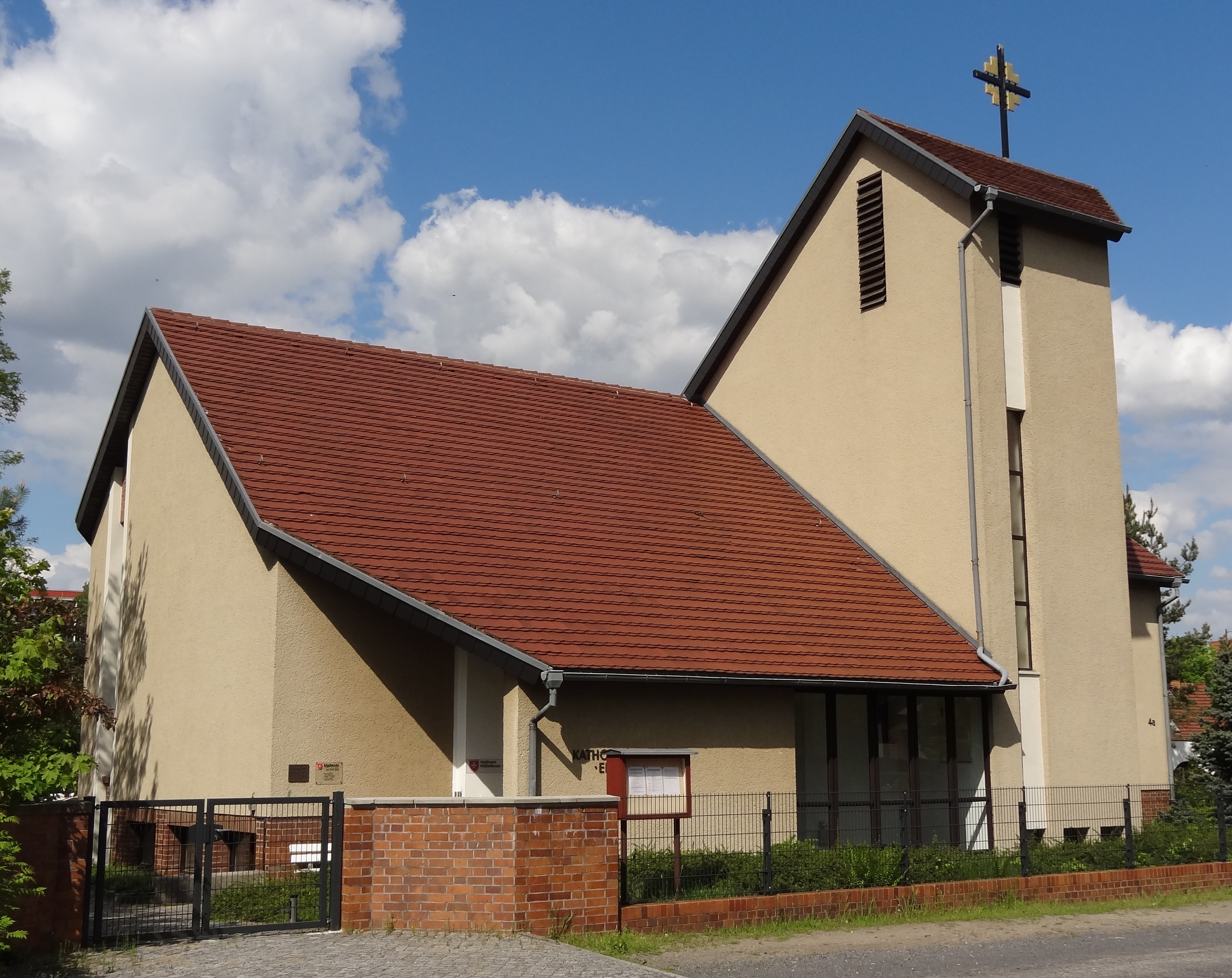
Edith-Stein-Kirche Cottbus-Sachsendorf

- St.-Jakobus-Kirche Gera-Langenberg,[121] kath. (profaniert 2021[122])
- Kirche Marzahn/Nord Berlin-Marzahn/Nord,[123][124] ev.
- Edith-Stein-Kirche Cottbus-Sachsendorf,[125] kath.
- Gemeindezentrum Hoyerswerda-Neustadt (Erweiterung)[126][127], ev.

### 1990
- Sternkirche[128][129] Potsdam, ev.
- Christuskirche Burgtonna, ev.
- Kirche St. Paulus Schleiz,[130] kath.
- Christus-König-Kirche Bad Lobenstein,[131] kath.
- Gemeindehaus[132] Bautzen-Gesundbrunnen, ev.
- Gemeindezentrum Merzdorf, ev.

### 1991
- St. Josef Magdeburg, kath.

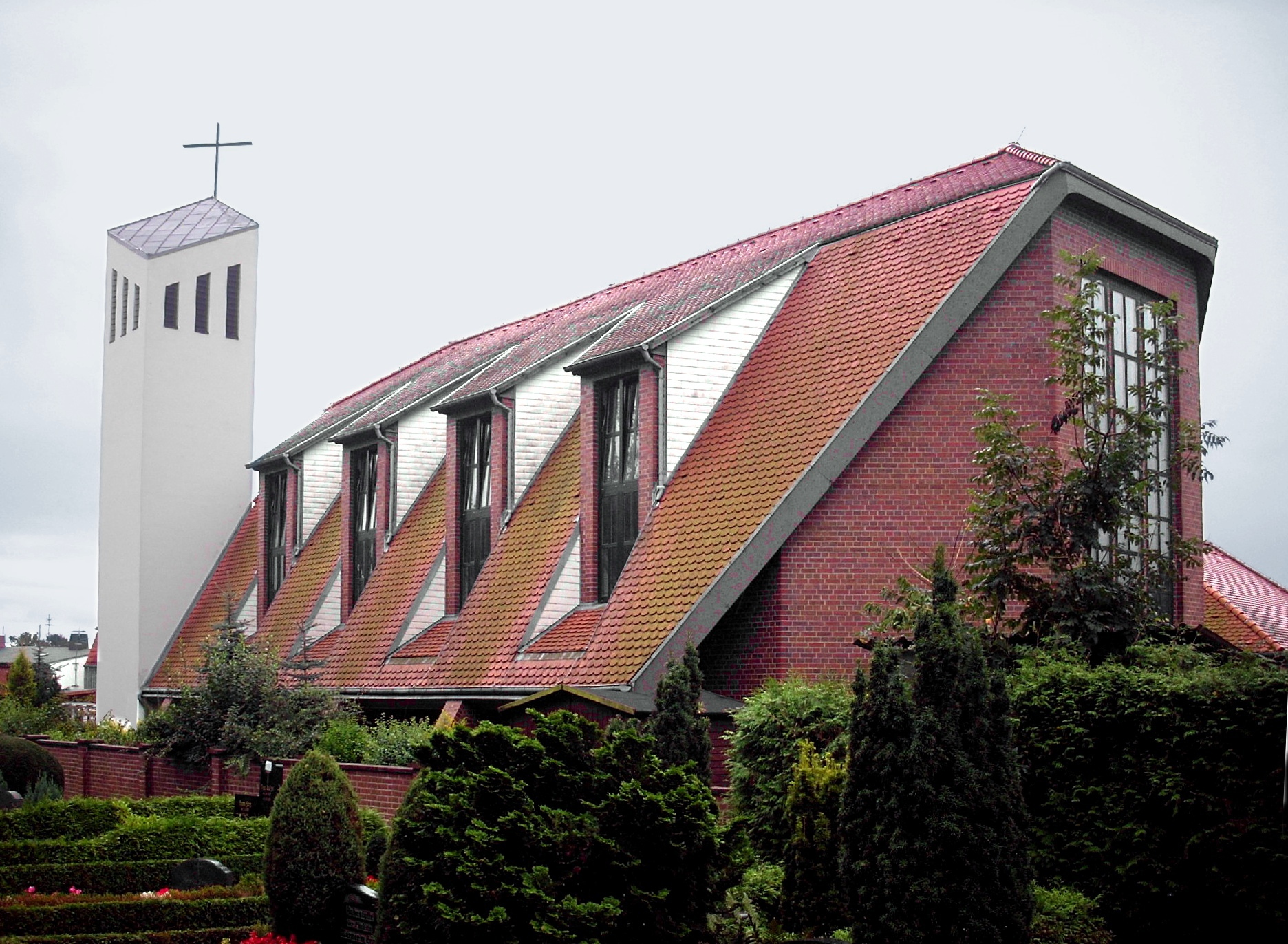
Niels-Stensen-Kirche Grevesmühlen

- Niels-Stensen-Kirche (Grevesmühlen), kath.
- Zwölf-Apostel-Kirche (Tutow), ev.
- Auferstehungskirche[133] Stralsund, ev.
- Gemeindezentrum Hellersdorf[134] Berlin-Hellersdorf, ev.
- Versöhnungskirche Zwickau-Niederplanitz ev.

### 1992
- Kreuzkirche Ueckermünde,[135] ev.
- Kirche St. Lorenz Halsbrücke, ev.

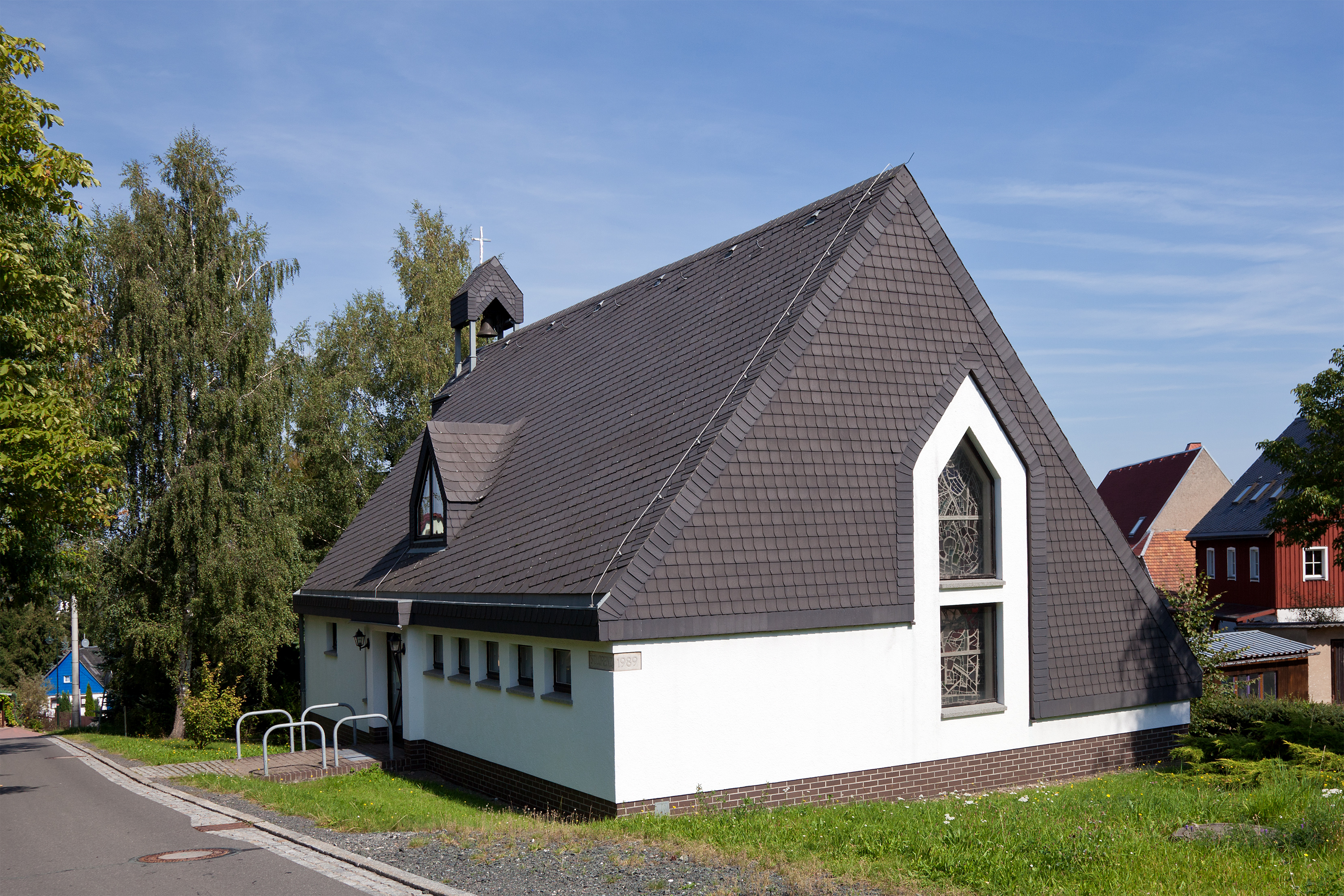
Kirche St. Lorenz Halsbrücke

- Philippus-Gemeindezentrum Dresden-Gorbitz,[136] ev.
- Gemeindezentrum am Roten Berg[137][138] Erfurt-Roter Berg, ev.
- Gemeindehaus Schirnrod,[139][140] ev.
- Priorat Sankt Wigberti: Klostergebäude (1. Bauabschnitt), ev.

### 1993

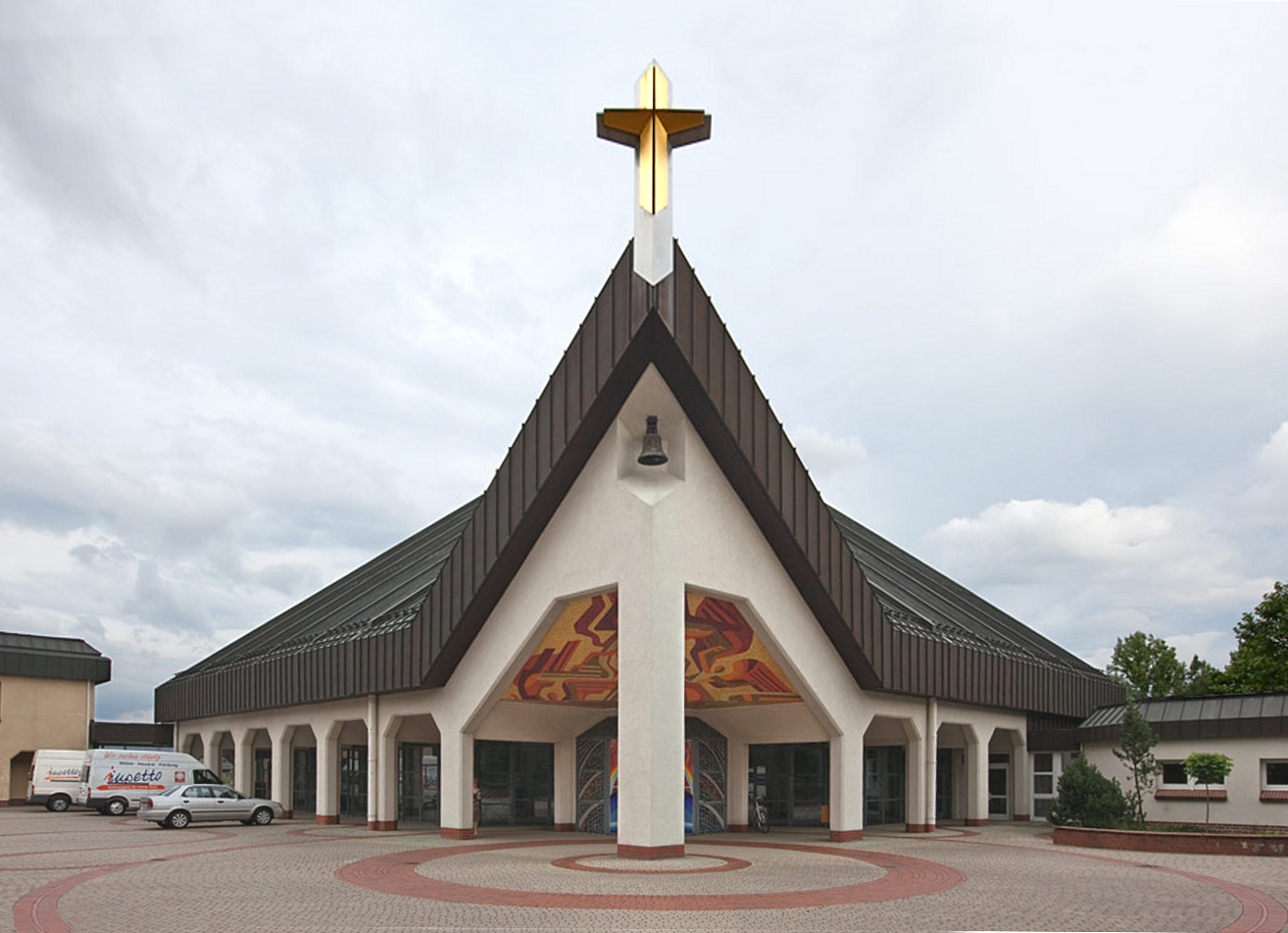
St. Bonifatius Leinefelde

- St.-Bonifatius-Kirche Leinefelde in Leinefelde-Worbis,[141] kath.

### Weitere Sakralbauten
Auch entstanden Sakralbauten anderer Konfessionen und Religionen wie etwa
- 1985 der Freiberg-Tempel der Mormonen,[142][143]
- 1988 die Kirche Jesu Christi der Heiligen der Letzten Tage Dresden und
- 1992 die Neuapostolische Kirche Magdeburg-Süd (begonnen 1987).

## Jubiläumsfeier15 Jahre Sonderbauprogramm1988
Am 21. November 1988 gab es in der Französischen Friedrichstadtkirche in Berlin, deren Rekonstruktion ebenfalls aus einem der Kirchenbauprogramme finanziert worden war, die Festveranstaltung 15 Jahre Sonderbauprogramm. Dabei dankte der Hauptredner Manfred Stolpe, zwischenzeitlich zum Konsistorialpräsidenten aufgestiegen, bei seiner Laudatio insbesondere den Menschen, „die Chancen erkannten, die Wege fanden, Widerstände überwanden und mit viel Mut und Geduld scheinbar Unmögliches verwirklichen halfen“. Er verwies auf jene Personen, die „bei Kirche und Staat, in der Deutschen Demokratischen Republik und in der Bundesrepublik, zusammengewirkt (haben), um das Sonderprogramm zu verwirklichen“ und hob namentlich die verstorbenen Bischöfe Friedrich-Wilhelm Krummacher und Gottfried Noth, den Sekretär des ZK der SED Paul Verner, den Staatssekretär Hans Seigewasser und besonders den „leitenden Mitarbeiter des Ministeriums für Außenhandel der DDR Manfred Seidel“ hervor: „Ohne Seidels kundige, entschlossene und verläßliche Hilfsbereitschaft wäre das Sonderbauprogramm nicht geworden. (…) Es darf allerdings hinzugefügt werden, daß Manfred Seidel hohe und höchste Chefs hatte und hat, die zu ihm standen, auch wenn er manchmal ohne Netz arbeiten mußte.“
Die Publikation 15 Jahre Sonderbauprogramm war offensichtlich die Begleitpublikation dieser Jubiläumsfeier und wurde zur Veranstaltung verteilt.

## Architektur
Der Bund der Evangelischen Kirchen in der DDR ging die architektonische Gestaltung von Sakral-Neubauten von Anfang an defensiv an: „Das sollen keine demonstrativen Kirchen sein, ein Mehrzweckgebäude am Rande eines Neubaukomplexes, aber auch ein Laden mit Nebenräumen „zwischen Milchgeschäft und Chemischer Reinigung“ würde bereits den Erfordernissen genügen“, formulierte Manfred Stolpe im Jahr 1976.
Pragmatismus stand im Vordergrund: „Die Gemeinden sind kleiner geworden. An Kirchenhallen mit über eintausend Sitzplätzen ist meist kein Bedarf mehr. Die Christen unserer Tage möchten auch die Möglichkeit haben, sich in kleinen Gruppen zusammenzusetzen, um sich über ihre Alltagsprobleme im gemeinsamen Hören auf das Wort auszusprechen. (…) So geht es jetzt nicht nur um Reparaturen, sondern auch um Rekonstruktionen, Umbau von Kirchen entsprechend den heutigen Erfordernissen der Gemeinden. Zwischendecken werden in hohen Hallen eingezogen, so daß zwei Stockwerke entstehen; Seitenräume für kleinere Zusammenkünfte werden abgetrennt, Mitarbeiterwohnungen werden eingebaut, um den heutigen Erfordernissen zu entsprechen.“
Im Nachkriegs-Kirchenbau gab es einen Bruch mit traditionellen Sakralraumkonzepten, der mit der Verwendung neuer Materialien wie Stahl, Glas und (Sicht-)Beton verbunden war. Der Stahlbeton ermöglichte große Spannweiten für stützfreie Decken, was die liturgischen Reformbestrebungen begünstigte: In den neuen Kirchen sollten alle Gläubigen ungehindert auf den Altar blicken können. Es gab vielseitige Möglichkeiten der Gruppierung von Altar und Gemeinde: Die Kirchenbänke wurden im Halbkreis, im Dreiviertelkreis oder emporenartig um den Altarbereich aufgestellt.
Viele Kirchen dieser Zeit verkörpern eine theologische Vorstellung, es rücken konkrete Bilder – wie Zelt, Schiff und Arche – in den Vordergrund. Das für die Vorläufigkeit der diesseitigen Welt stehende Zelt als Heimstatt der „Ecclesia Peregrinans“ bzw. des „wandernden Gottesvolkes“ beruhte auf der Erfahrung des Zweiten Weltkriegs. Auch zeigen einige Kirchen Schiffsmotive wie Bugformen oder Segel, ohne sich ausdrücklich auf die Arche zu beziehen.
Die großen christlichen Kirchen strebten architektonisch nach der „Öffnung zur Welt“. Auf der Tagung der Evangelischen Akademie in Bad Boll 1965 wurde die Profanierung des Kirchenraums gefordert – als Absage an den Repräsentationsbau zugunsten des Zweckbaus mit klaren Funktionsunterteilungen: Die Öffnung der Kirche zur Welt erfordere die Säkularisierung des Raumes, deren Nutzungsvielfalt benötige eine flexible Architektur. Es entstanden Mehrzweckräume, die mit verschiebbaren Wänden auch Versammlungen dienen konnten, und Gemeindezentren ohne auffällige architektonische Trennung zwischen Kirche und Gemeinderäumen.
Bald zeigten sich die mit der Verschleifung von profanen und sakralen Architekturformen verbundenen Imageprobleme. So strebten die wenigen neuen Kirchbauten, die in diesen Jahrzehnten noch errichtet wurden, wieder nach sakraler, sich vom Umfeld abhebender Aura.
Katholische Kirchen aus der Zeit von 1970 bis 1989 entstanden meist als Gemeindezentren mit Pfarrhaus, Versammlungs- und Verwaltungsräumen und oft in DDR-spezifischen architektonischen Sonderformen als „Typ Haus“ (Beispiel: „St. Josef“ Hermsdorf 1978) oder „Typ Karton“ (Beispiel: „Zu den heiligen Schutzengeln“ in Hennigsdorf 1977).
„Kirchen für neue Städte – Religiöses Bauen der Spätmoderne“ war das Thema einer wissenschaftlichen Tagung mit theologischem und architektonischem Schwerpunkt, die die Universität Greifswald in Kooperation mit dem Deutschen Nationalkomitee für Denkmalschutz am 7. und 8. September 2023 veranstaltete.

## Begleiterscheinungen
Seitens der Bewohnerinnen und Bewohner der DDR-Plattenbausiedlungen gab es vielerorts Diskussionen, wieso in ihrem neuen Wohnumfeld Kino, Schwimmbad, Café, Kioske und anderes mehr fehlten, doch Kirchen und kirchliche Gemeindezentren errichtet würden. Dass der Staat damit Millionen D-Mark einnahm, wurde verheimlicht.

## Sonderfall kirchliche Kindergärten
In der DDR gab es 275 evangelische und 142 katholische Kindergärten. Den Kirchen war wegen des staatlichen Kindererziehungs-Monopols in der DDR die Neueröffnung von Kindergärten untersagt.
Ein immer wieder bekräftigter Wunsch kirchlicherseits war für die DDR-Führung lange ein absolutes Tabu: Erich Honecker hatte in seiner Direktive vom 2. Februar 1978 angewiesen, dass „die unterbreiteten Vorschläge zum Bau von Kindergärten bei der weiteren Bearbeitung durch die Vorsitzenden der Räte der Bezirke prinzipiell abzulehnen“ sind.
Bestehende kirchliche Kindergärten hatten Bestandsschutz. Sie unterlagen jedoch strengen staatlichen Bestimmungen und ständiger staatlicher Kontrolle – und hielten sich nicht zuletzt wegen der materiellen und finanziellen Unterstützung der westdeutschen Kirchen bis zum Ende der DDR.

## Begriffe
- Der offizielle Name lautet Kirchensonderbauprogramme. Unklar ist, worauf sich dabei die Bezeichnung als Sonderbauprogramm bezieht; reguläre Kirchenbauprogramme in der DDR sind bislang nicht bekannt.
- Inhaltlich treffender als Kirchenbauprogramme wäre die Bezeichnung Kirchliche Bauprogramme gewesen, denn es ging dabei sowohl um Kirchenbauten (Renovierung oder Neubau von Kirchenbauwerken und Gemeindezentren) als auch kirchliche Bauten für karitative Zwecke (Krankenhaus- und Sozialstationen für Diakonie und Caritas, Wohnungen für deren Mitarbeiter). Das belegt auch das erste offizielle Dokument des Präsidiums des Ministerrates der DDR vom 13. Dezember 1972 mit dem vollständigen Titel „Beschluß über die Instandhaltung und Restaurierung von Kirchengebäuden und Neubau von Gesundheitserweiterungsbauten zur Pflege von schwerstgeschädigten und geistig behinderten Bürgern sowie Fertighäuser für medizinisches Personal“.
- In der offenbar internen Publikation Sonderbauprogramm des Bundes der Evangelischen Kirchen in der Deutschen Demokratischen Republik von 1980 werden im Vorwort „das Sonderprojekt »Kirchgebäude in den Neubaugebieten sozialistischer Städte« und das Projekt »Berliner Dom«“ erwähnt, ohne diese näher zu erläutern.[155]
- Ludwig Geißel erwähnt in seinen Erinnerungen zusätzlich ein »Gesundheitsbautenprogramm«, ein »Geriatrieprogramm« sowie die Altersversorgung von Pfarrern und kirchlichen Mitarbeitern.[156]

## Kirchen-Neubau und Kirchensprengungen
Die von der SED gesteuerte Kirchenpolitik wirkt zunächst janusköpfig: Auf dem Gebiet der SBZ und der DDR wurden von 1947 bis 1987 politisch forciert 62 Kirchen gesprengt und dem Erdboden gleichgemacht. So wurde einerseits 1977 das St. Nikolai Gemeindezentrum Stralsund-Knieper West eröffnet und andererseits im selben Jahr die bis dahin von der Gemeinde genutzte Jakobuskirche Dessau gesprengt. Doch bei näherer Betrachtung zeigt sich folgende in sich schlüssige Partei-Logik: Die Kirchengebäude wurden aus den historischen Ortszentren verdrängt und für die Kirchenneubauten in Orts-Randlagen gab es D-Mark in Millionenhöhe.

## Verschiedenes

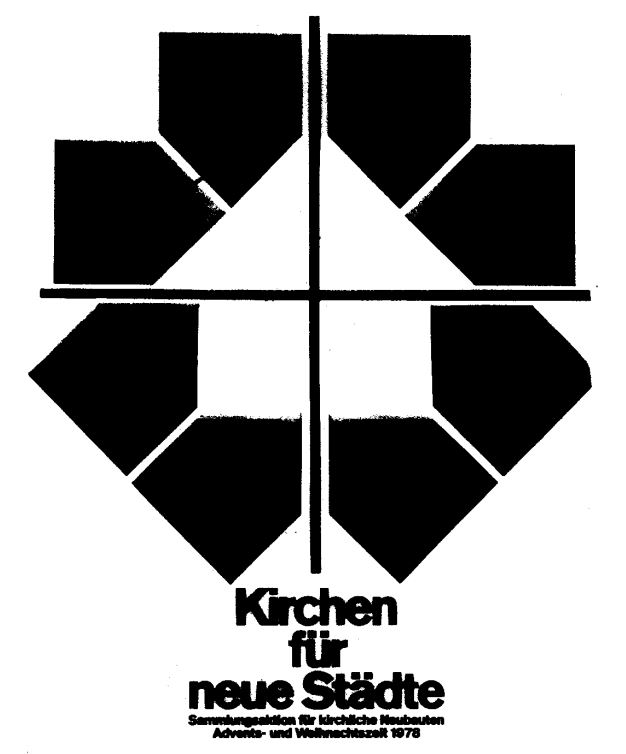
Logo der EKD-Sammlungsaktion „Kirchen für neue Städte“ 1978

- Die Hoffnung der DDR-Oberen bei diesen Bauvorhaben in den sozialistischen Wohngebieten war, dass dort die Säkularisierung (also die Lockerung und Auflösung kirchlicher Bindungen) schneller voranschreiten und die neuen Kirchengebäude mangels „Nachfrage“ mittelfristig funktionslos würden. – Bilanz (Stand: Januar 2025): Zwei der evangelischen Kirchen (St.-Andreas-Kirche Rostock, Friedenskirche Steinfurth Wolfen-Nord) und eine der katholischen Kirchen (St.-Jakobus-Kirche Gera-Langenberg) sind keine Gotteshäuser mehr; die katholische Propsteikirche St. Trinitatis in Leipzig wurde 2018 abgerissen und lebt in ihrer Nachfolgerin Propsteikirche St. Trinitatis fort. – Fazit: Diese Hoffnung der einstigen DDR-Machthaber hat sich in keiner Weise erfüllt. Die finanzintensiven Bau-Investitionen der evangelischen und katholischen Kirchen mit dem Ziel kirchlich-sozialen Engagements haben sich als flächendeckend erfolgreich sowie mittelfristig gerechtfertigt und somit als insgesamt zielführend erwiesen.
- Die EKD führte in der Advents- und Weihnachtszeit 1978 unter dem Motto „Kirchen für neue Städte“ eine Spenden-Sammlungsaktion durch.
- Eingeweihte Kirchenleute nannten solcherart errichtete Sakralbauten aufgrund der DDR-vorgegebenen Prozedur der Geschäftsabwicklung „Limexkirchen“.
- Die Neugründung einer diakonischen Einrichtung in der DDR gab es Anfang der 1950er Jahre in Züssow: Deren Häuser entstanden mit Unterstützung des Hilfswerks der Evangelischen Kirchen der Schweiz und wurden 1952 bezogen.[157]
- Finanzen für Investitionen, Ausstattung und Materialien für bauliche, technische und medizintechnische Aufgaben der Diakonie in der DDR wurden damals von der westdeutschen Diakonie, der Evangelischen Kirche Deutschlands und der Regierung der Bundesrepublik Deutschland aufgebracht: In einem speziellen Valutamark-Programm mit der DDR wurden zwischen 1957 und 1990 etwa 1,43 Milliarden D-Mark transferiert. Ab 1966 wurden für Bauprogramme, die älteren und behinderten Menschen zugutekamen und mit denen auch Dienstwohnungen für kirchliche und diakonische Mitarbeiter entstanden, etwa 153 Millionen D-Mark bezahlt.[158][159]
- Dazu im Vergleich Zahlungsangaben zum jahrzehntelangen katholischen Engagement der Deutschen Bischofskonferenz mit Hilfe des Bonifatiuswerks: Das Bonifatiuswerk unterstützte die Katholiken in der DDR mit der Gesamtsumme von 743 Millionen D-Mark[160]; darin enthalten sind auch Zahlungen für katholische Kirchenbauten in der DDR in unbekannter Höhe. Angaben zu Zahlungen via Caritas liegen bislang nicht vor.
- Ludwig Geißel beziffert in seiner Autobiografie die „Hilfen der Evangelischen Landes- und Freikirchen, der Diakonie, der Bundesregierung und der Oekumene für die Aufrechterhaltung der Arbeit von Kirche und Diakonie und zur Hilfe für die Menschen in der DDR von 1957–1990“ (= Kirchengeschäft A) in sechs Unter-Punkten auf die Summe von 4.027.729.548,96 D-Mark zuzüglich „Humanitäre Maßnahmen“ (= Kirchengeschäft B = Häftlingsfreikauf) von 3.436.900.755,12 D-Mark, das entspricht der Gesamtsumme von 7.464.630.304,08 D-Mark. Ausdrücklich ausgeklammert (also nicht enthalten) sind dabei sowohl direkte Hilfen von Kirchgemeinde West an Kirchgemeinde Ost als auch die EKD-Aufwendungen für die „Ostpfarrerversorgung“.[161] Eine vergleichbare Auflistung seitens der katholischen Kirche (= Kirchengeschäft C) ist nicht bekannt. – Peter Maser bezifferte die Gesamtsumme aus den Kirchengeschäften A, B und C auf geschätzte 8,5 Milliarden D-Mark.[162] Walter Hammer schrieb Ende 1990: „Die Geschichte der materiellen Hilfen kirchlicher Provenienz aus dem westlichen in den östlichen Teil Deutschlands wird niemals vollständig geschrieben werden können, da sie ein für niemand überschaubares Geflecht auf den verschiedensten Ebenen darstellt, gespeist aus den unterschiedlichsten Quellen. Auch ihren Umfang wird man deshalb nie exakt ermitteln können.“[163]
- Einen echten Sonderfall bildet die St.-Annen-Kirche im westthüringischen Völkershausen. Sie war beim Gebirgschlag von Völkershausen am 13. März 1989 so schwer beschädigt worden, daß sie abgerissen werden mußte. Die Debatten um einen Kirchen-Neubau an gleicher Stelle fielen in die Zeit der politischen Wende in der DDR, was die Neubau-Pläne förderte, so daß am 3. Juni 1991 Baubeginn war und der Neubau am 29. November 1992 eingeweiht werden konnte.

### Zeitungsbeiträge
- Staatliche Unterstützung für viele kirchliche Bauvorhaben in der DDR. Beitrag auf Seite 1 der Zeitung Neue Zeit, 27. Dezember 1978, aufgrund der diesbezüglichen ADN-Meldung
- Die Kirchenbauvorhaben in der DDR / Stolpe äußert sich zufrieden / Staatliche Unterstützung. Frankfurter Allgemeine Zeitung (Autorenkürzel Ws.), 28. Dezember 1978, Seite 5 (mit Hintergrund-Informationen, die in der zugehörigen ADN-Meldung - siehe zuvor genannten Beitrag in der Zeitung Neue Zeit - fehlen)

### Sachliteratur
- Bund der Evangelischen Kirchen in der DDR (Hrsg.): Sonderbauprogramm – Zwischenbericht. Berlin 1976 (ohne Impressum, Seiten nicht paginiert, Format A5; mit 34 Kurz-Porträts ausgewählter vollendeter oder damals im Bau befindlicher evangelischer Bauvorhaben des Sonderbauprogramms bis 1976).
- Bund der Evangelischen Kirchen in der DDR (Hrsg.): Sonderbauprogramm – Zweiter Zwischenbericht. Berlin 1980 (ohne Impressum, 56 Seiten (nicht paginiert), Format A5; mit 24 Kurz-Porträts ausgewählter vollendeter oder damals im Bau befindlicher evangelischer Bauvorhaben des Sonderbauprogramms bis 1980).
- Bund der Evangelischen Kirchen in der DDR (Hrsg.): 15 Jahre Sonderbauprogramm. Berlin 1988 (96 Seiten, Format > A5; mit 26 Kurz-Porträts ausgewählter vollendeter oder damals im Bau befindlicher evangelischer Bauvorhaben des Sonderbauprogramms bis 1988, A/431/88).
- Valuta-Mark für Sonderbauprogramme, allgemeines. Archivale, Evangelisches Werk für Diakonie und Entwicklung e. V., HGSt, 7979, Vorsignatur 33/18. Kontext: Hauptgeschäftsstelle des Diakonischen Werkes der EKD >> VI. Wirtschaft und Finanzen >> VI.3 Hilfen für kirchlich-diakonische Einrichtungen und Menschen in der DDR >> VI.3.1 Transfergeschäfte >> VI.3.1.4 Planung, Durchführung, Abrechnung; Laufzeit 1987–1990. Mit Rede Manfred Stolpes „Fünfzehn Jahre Sonderbauprogramm“ in der Französischen Friedrichstadtkirche Berlin, 1988. Mit Planungslisten. - Abrechnungslisten. - Schriftwechsel mit einzelnen Gemeinden. Band 3[164]
- Axel Noack: 2.7. Kirchenpolitik konkret: Das „Sonderbauprogramm“. In: Die Phasen der Kirchenpolitik der SED und die sich darauf beziehenden Grundlagenbeschlüsse der Partei- und Staatsführung in der Zeit von 1972 bis 1989. (enquete-online.de [PDF] Druckseiten 1079–1086).
- Armin Boyens: „Den Gegner irgendwo festhalten“: „Transfergeschäfte“ der Evangelischen Kirche in Deutschland mit der DDR-Regierung 1957–1990. In: Kirchliche Zeitgeschichte. Band 6, No. 2, Kirchen, Parteien, Journalismus. Vandenhoeck & Ruprecht, 1993, S. 379–426.
- Christian Dürrast: Der evangelische Kirchenbau in der DDR 1969–1989. Berlin 2009 (107 S., Magister-Arbeit, Humboldt-Universität zu Berlin).
- Verena Schädler: Katholischer Sakralbau in der SBZ und in der DDR. Schnell & Steiner, Regensburg 2013, ISBN 978-3-7954-2675-0 (352 S., zahlreiche Abbildungen und graphische Darstellungen, + 4 Karten-Beilagen und 1 CD-ROM; überarbeitete Fassung der Dissertation von 2010, Weimar, Bauhaus-Universität Weimar).
- Jörg Kirchner: Das Sonderbauprogramm in der DDR und die „Kirche im Sozialismus“ – Das Gemeindezentrum in Stralsund Knieper West, 1975–1977. In: KulturERBE in Mecklenburg-Vorpommern, Band 4 (Jahrgang 2008). Schwerin 2009 (Seiten 23–34, Herausgeber: Landesamt für Kultur und Denkmalpflege, Abteilung Archäologie und Denkmalpflege).
- Deutscher Bundestag, 12. Wahlperiode: E. Bereich Kommerzielle Koordinierung und die sog. Kirchengeschäfte. In: Abschlussbericht des 1. Untersuchungsausschusses. Drucksache 12/7600 (PDF). Berlin 1994, S. 293–359 (bundestag.de [PDF]).
- Vereinigung der Landesdenkmalpfleger in der Bundesrepublik Deutschland (Hrsg.): Kirchenbauten nach 1945 – Bewertung ihrer Denkmaleigenschaft. Arbeitsblatt Nr. 29. 2009 (vdl-denkmalpflege.de [PDF] erarbeitet von der Arbeitsgruppe Inventarisation).
- Christoph Kösters (Hrsg.): Caritas in der SBZ / DDR 1945–1989. Paderborn / München 2001, ISBN 3-506-74791-6. Darin: Hellmut Puschmann: Arbeit und Bedeutung der Zentralstelle Berlin des Deutschen Caritasverbandes, ab S. 47; Josef Pilvousek: Strukturen und Alltag der Caritas in der DDR, ab S. 145.
- Christoph Kösters: Staatssicherheit und Caritas 1950–1989 – Zur politischen Geschichte der katholischen Kirche in der DDR. Paderborn / München / Wien / Zürich 2001, ISBN 3-506-74792-4.
- Konstantin Manthey: Nachkriegskirchenbau im Osten und Westen des Bistums Berlin. S. 108–136 in: 1949 und 1989 – Wendejahre für die Kirche in Deutschland (Hrsg. Michael Höhle; zugleich Tagungsband zur gleichnamigen Tagung) im Wichmann-Jahrbuch des Diözesangeschichtsvereins Berlin, Neue Folge 16, 60./61 Jg. 2020/2021, ISBN 978-3-939848-79-0
- Karin Berkemann (Hg.): Kirchen für neue Städte – Religiöses Bauen der Spät- und Postmoderne in der DDR. Hrsg. Deutsches Nationalkomitee für Denkmalschutz (DNK), Schriftenreihe – Band 107 (Tagungsband zur Veranstaltung „Kirchen für neue Städte“ in Greifswald, 7. und 8. September 2023[165][166]). 164 Seiten, Berlin 2024, ohne ISBN (Kostenlos als PDF abrufbar, kostenlos als Druckwerk bestellbar)

### Zeitzeugen-Literatur
- Ludwig Geißel: Unterhändler der Menschlichkeit – Erinnerungen. Quell, Stuttgart 1991, ISBN 3-7918-1984-4 (Mit einem Begleitwort von Manfred Stolpe sowie mit Übersichten auf 10 Seiten zu internationalen Spenden-, Hilfs- und Transfer-Zahlungen und in die DDR (1957–1990); 480 Seiten).
- Georg Diederich: Aus den Augen, aus dem Sinn. Die Zerstörung der Rostocker Christuskirche 1971. Mit Dokumenten. Herausgegeben vom Heinrich-Theissing-Institut, Schwerin. Edition Temmen, Bremen 1997, 240 Seiten, mit Quellen-Information zum Waren-Transfergeschäft (S. 185f), ISBN 3-86108-703-0
- Matthias Burkhardt: Wir bauen unsere Kirche mitten in den Sozialismus hinein – Erinnerungsgeschichten aus den Jahren 1974 bis 1987. BS-Verlag, Rostock-Bargeshagen 2014, ISBN 978-3-86785-312-5 (187 Seiten; der Autor war Pfarrer in der Zeit von Planung und Bau der Petruskirche Schwerin).

## Weitere Veröffentlichungen
- Holger Zürch: Kirchenbau in der DDR: Auferstanden aus Ruinen – dank Millionen D-Mark für Honecker & Co. In: Leipziger Internet Zeitung. 9. Oktober 2022, abgerufen am 30. Oktober 2022.
- Holger Zürch: Kirchenbau in der DDR (Teil 2): Limex-Kirchen im Arbeiter- und Bauernstaat. In: Leipziger Internet Zeitung. 16. Oktober 2022, abgerufen am 30. Oktober 2022.